# 町屋 (商家)

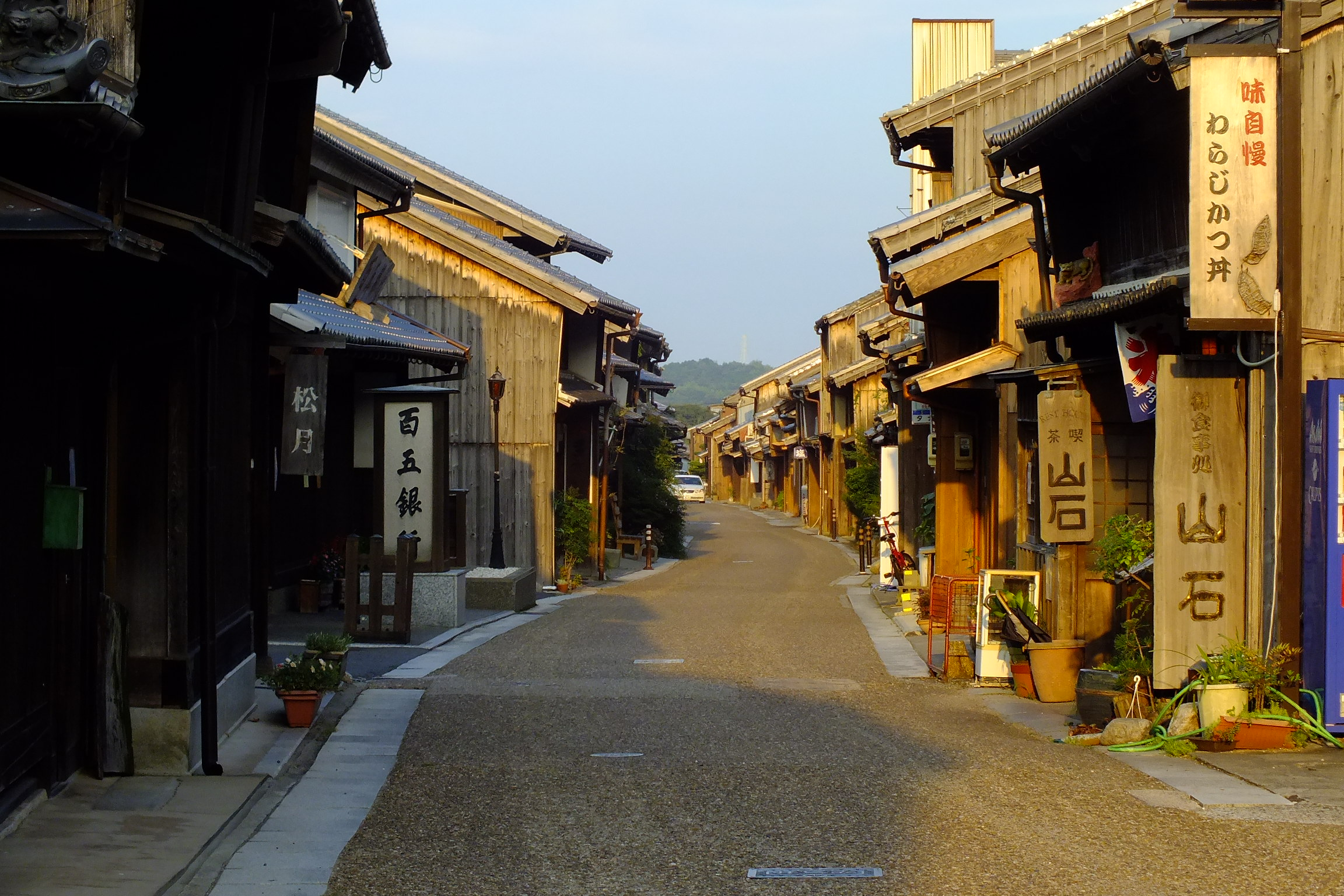
商家が軒を連ねる東海道の宿場関宿。江戸時代当時の宿場の賑わいを彷彿させる街並みが残される。重要伝統的建造物群保存地区（昭和59年）と日本の道100選（昭和61年）に選定。

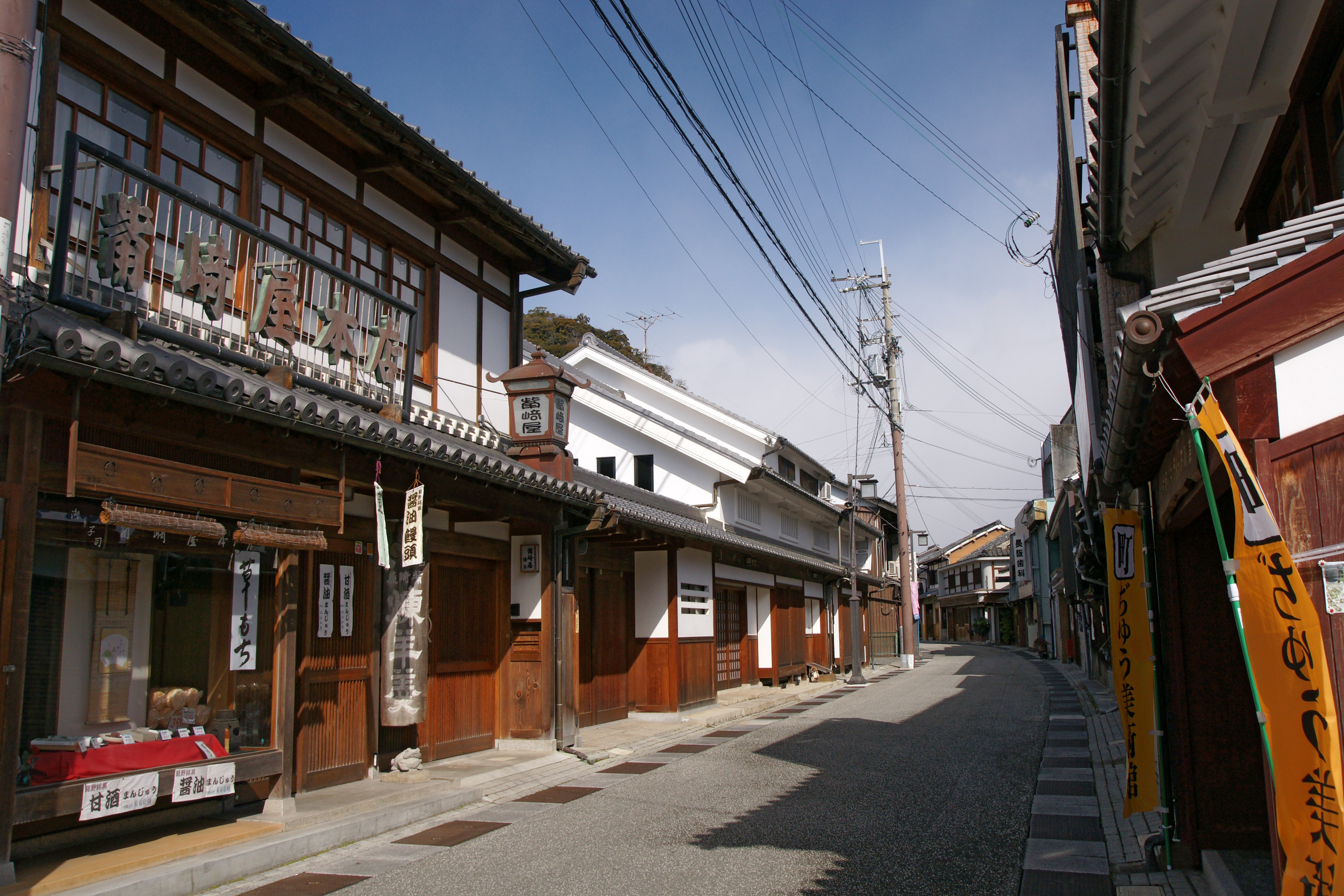
町屋の街並み（兵庫県たつの市）

町屋（まちや）とは、民家の一種で町人の住む店舗併設の都市型住宅である。町家（まちや・ちょうか）ともいう。同じ民家の一種である農家が、門を構えた敷地の奥に主屋が建つのに比べ、通りに面して比較的均等に建ち並ぶ点に特徴がある。経済の発展と並行して商人が資本を蓄積し、明治時代には現在の川越、佐原に見られるような蔵造の重厚な建物も建てられ、表通りは華やかな風景が作り出されていた。商人による多大な財の蓄積によって建てられた町屋は全国に残っており、技術的にも意匠的にも日本の住宅の水準の高さを表すものとなっている。

## 概説
表通りに面して建つ町屋は、職住が同じ建物で行われるいわゆる併用住宅と呼ばれる形式が多く、一般的には商家としての町屋が多く建てられていた。表土間等を構えて出入口とし、奥に居住のための空間を設け、正面と敷地奥を繋ぐ必要のある場合は「通り土間(通り庭)」という通路で表と奥が連絡された。商家では敷地の奥に蔵が建てられ、通り土間によって表側の店土間と連絡される。また、奥の居住用の空間には日常の空間である居間と接客の空間である客間の両方が取られていた。客間は建物奥に造られた庭を望める場所に位置し、最後部に置かれることが一般的であった。台所のかまどや洗い場などの水まわりは通り土間等の後部に設けられ、排水口を後部に設けた。排水溝が表にある場合は表側に台所が設けられることもあった。商家の規模の大きな家では式台玄関の形式を通り土間に面して持つ町屋もあり、店の空間である「みせ」、接客空間である「おもて」、日常生活空間である「おく」の空間構成が比較的にしっかりと区別されている家もあった。
一方、裏通りや敷地の奥の路地に面した場所には、職人の仕事場を兼ねた町屋や住居専用の町屋、複数個の間取りが一つ屋根の下に作られる棟割長屋などが建てられた。住居専用の町屋は住居水準の低い小規模のものや長屋の形式を取ることが多く、これらはほとんどは集住が進んだ街場に建設された。近世には、特に店をやっていない住居専用の町屋を仕舞屋(しもたや)と呼んだ。住居専用の場合、表側に玄関土間を構え、奥を居住用の空間とする構成を取る。仕舞屋は、近世において街場の俸給生活者の住居として広く使われた。
町屋の形式は、主に近世に作られた地割りの影響をよく表していた。近世の町人地は江戸幕府等により町割り(敷地割り)され、通りに面して間口を狭く取り奥行きはほぼ一定で奥に長い縦長の敷地形状を持っていた。これは、間口の広さによって課税がされていたためで、間口を広く構えるには多大な財力を要した。その結果、町屋は敷地の間口いっぱいに建てられ、奥に長い間取りを持つことになった。

## 構造
通り土間は、表側からの出入口であると同時に奥への連絡路、台所土間という機能を兼ねている。店を持つ商家では商品の一部を並べる店土間を兼ね、通り土間に接して玄関の機能を設けるところもあった。幅はほとんどが1間以上、規模の大きな町屋では3間以上あるところもあり、この場合簡単な作業場を兼ねたと考えられる。
通り土間の奥の通りから見えない位置に台所が置かれ、かまどや流しが置かれた。江戸時代には漆喰で塗り込めた重厚なかまどが作られ、近代には煉瓦が使われることが多かった。江戸では、表側に表土間を設けそこに台所を置く形式が発達し、表勝手や表台所と呼ばれた。近代になってこの表台所が後部に移され、正面に玄関を構える家が増加した過程がみられる。
天井には煙抜けが付けられ、天井を貼らずに小屋組を見せる形式とした。煙抜きは最も高い位置が効率が良く、棟の位置に付けられるものや、屋根面に付けて引き窓とする形式などがあった。これらの窓は、天井から光が入ってくる構造を作り出し、梁組や小屋組などの構造を見せることでその家の普請の水準の高さを表現した。
表側正面には間口を広く取れる大戸が付けられ、奥に蔵がある場合は奥へ荷物を運ぶ都合から、敷居のない跳ね上げ大戸の形式が使われた。正面の大戸は普段は跳ね上げたままにして開けておくことが多く、中が見えてしまうことから、大戸の奥に目隠しの袖壁を柱に付けたり、近代においては格子戸等の中戸が多く用いられた。

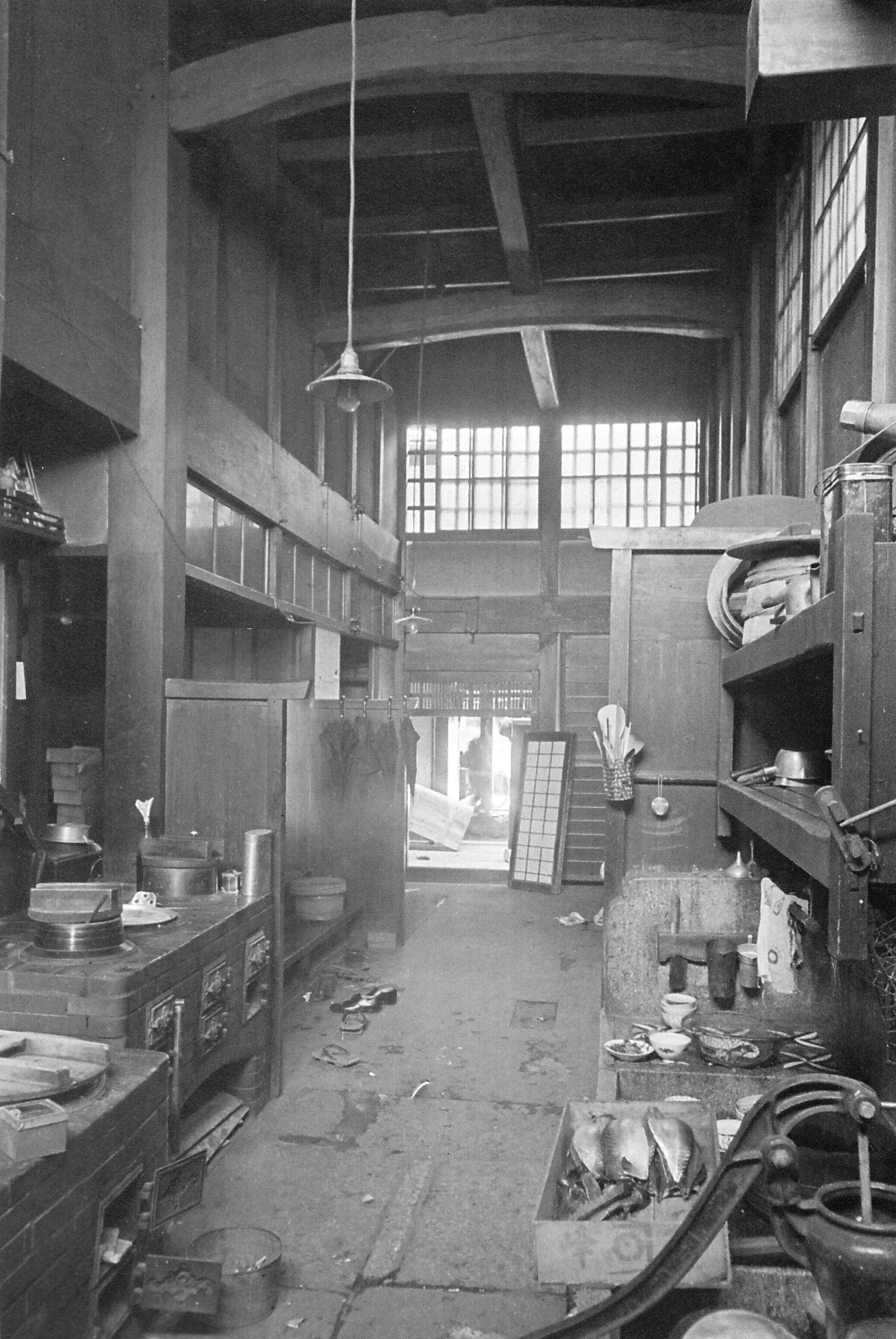
通り土間
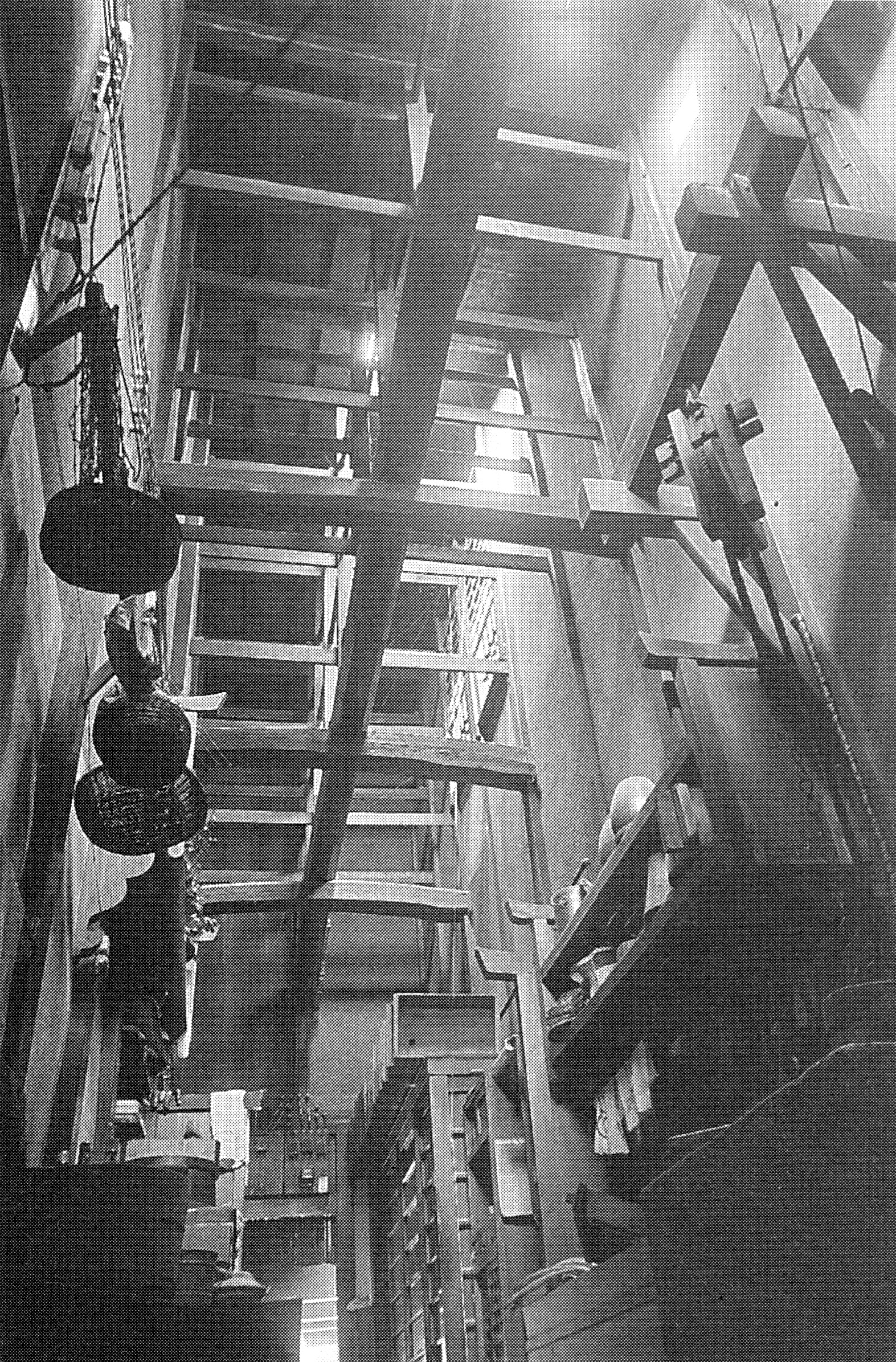
通り土間の吹き抜け
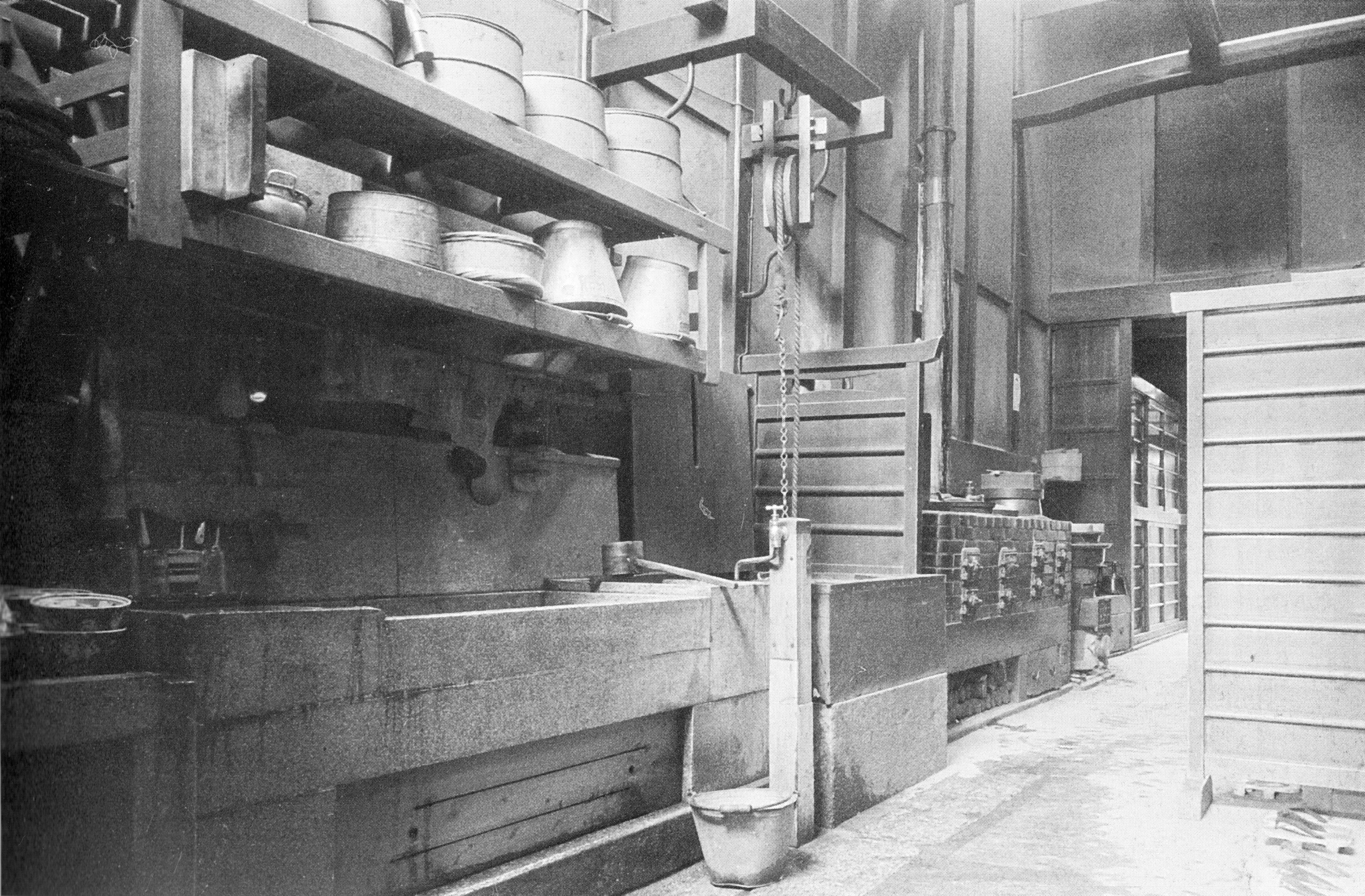
通り土間の台所

狭い敷地に必要な居住面積を確保しなければならなかった町屋は、住居専用の住宅より早く2階化が進んだと考えられている。当初は表側にのみ2階を造り、2階の軒を低くした「つし二階」とする形式であった。つし二階になったのは、藩が禁令によって制限を加えていたためである。つし二階の2階部屋は普通の部屋と比較して天井等の高さが低いため、物置や使用人の部屋などに使われた。時代が下ると、1階の面積と2階の面積がほぼ等しい総二階へと変化し、2階は客座敷として利用された。
江戸時代の町屋には、隣との境の屋根に小屋根付きのうだつをあげて、隣からの延焼を防ぐ構造を持ったものや、塗屋造の町屋で2階の軒下の両側に袖壁を出す袖うだつを持つものもあり、明治に入ってからも地域によっては盛んに使われた。また、近代に至っては耐火性の高い煉瓦が建築材料として使われ、町屋の両側を煉瓦の壁で区切って防火しようとする形式も見られるようになる。

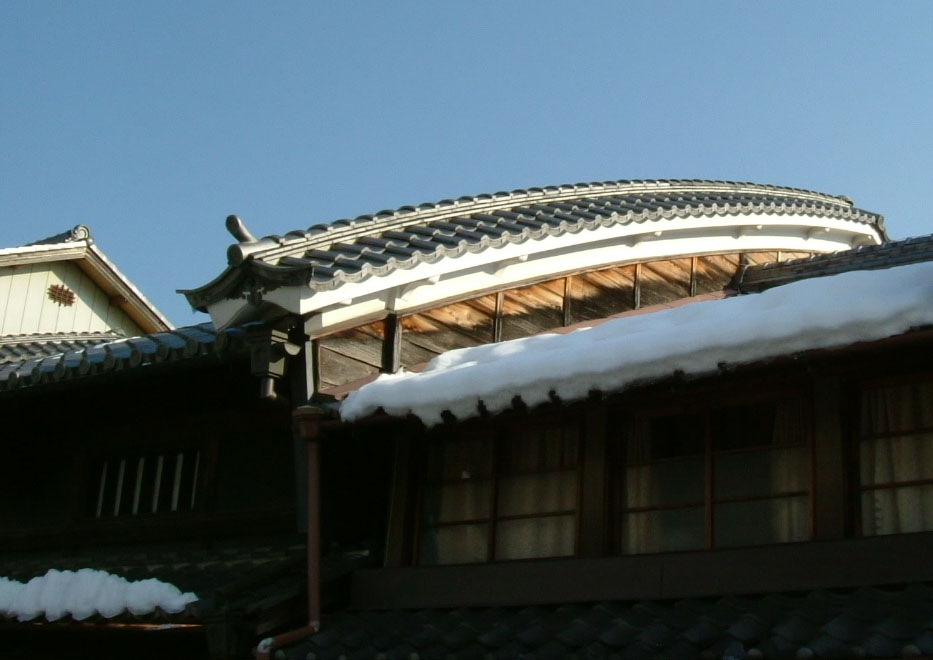
屋根の境のうだつ
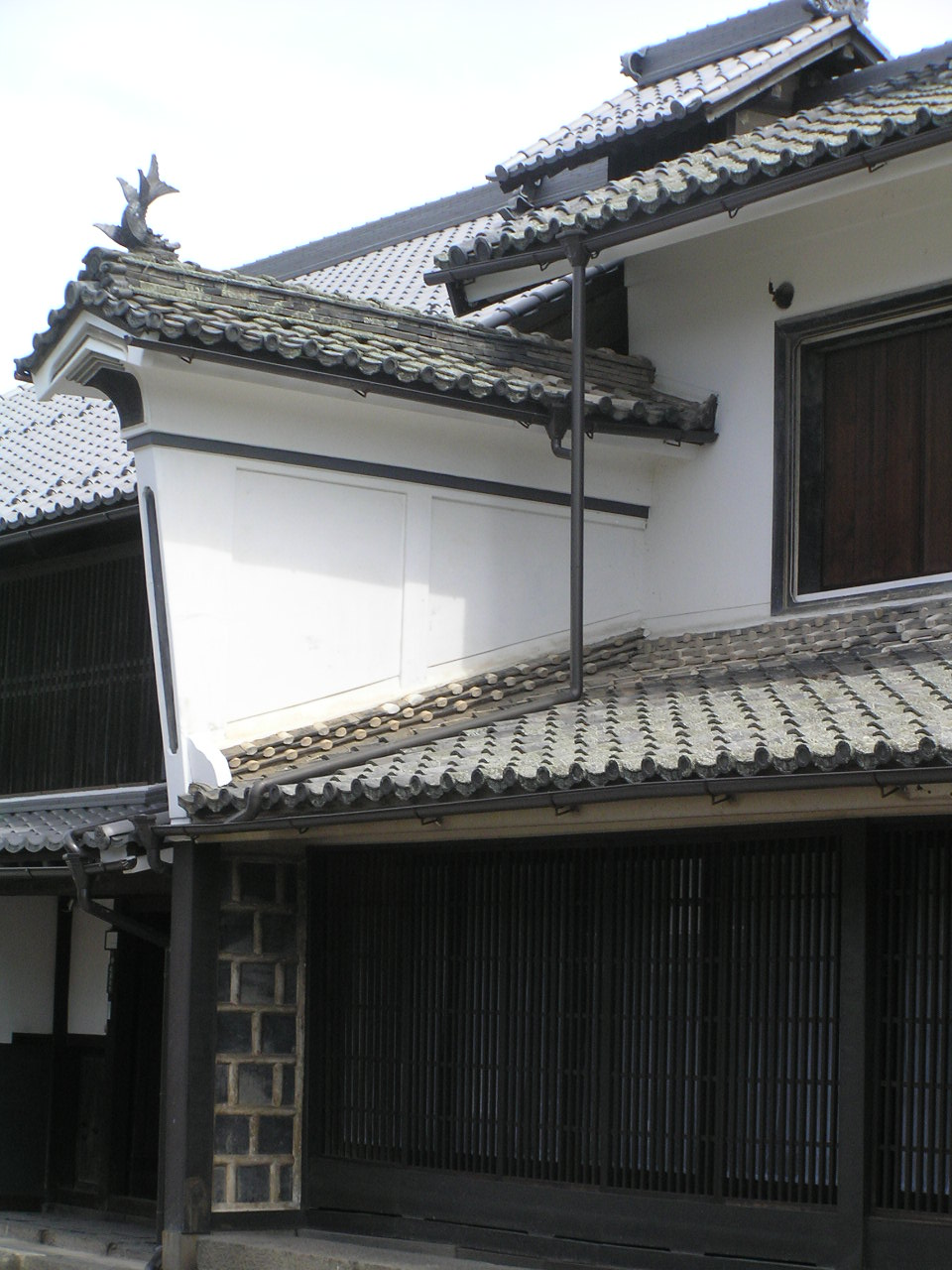
袖うだつ
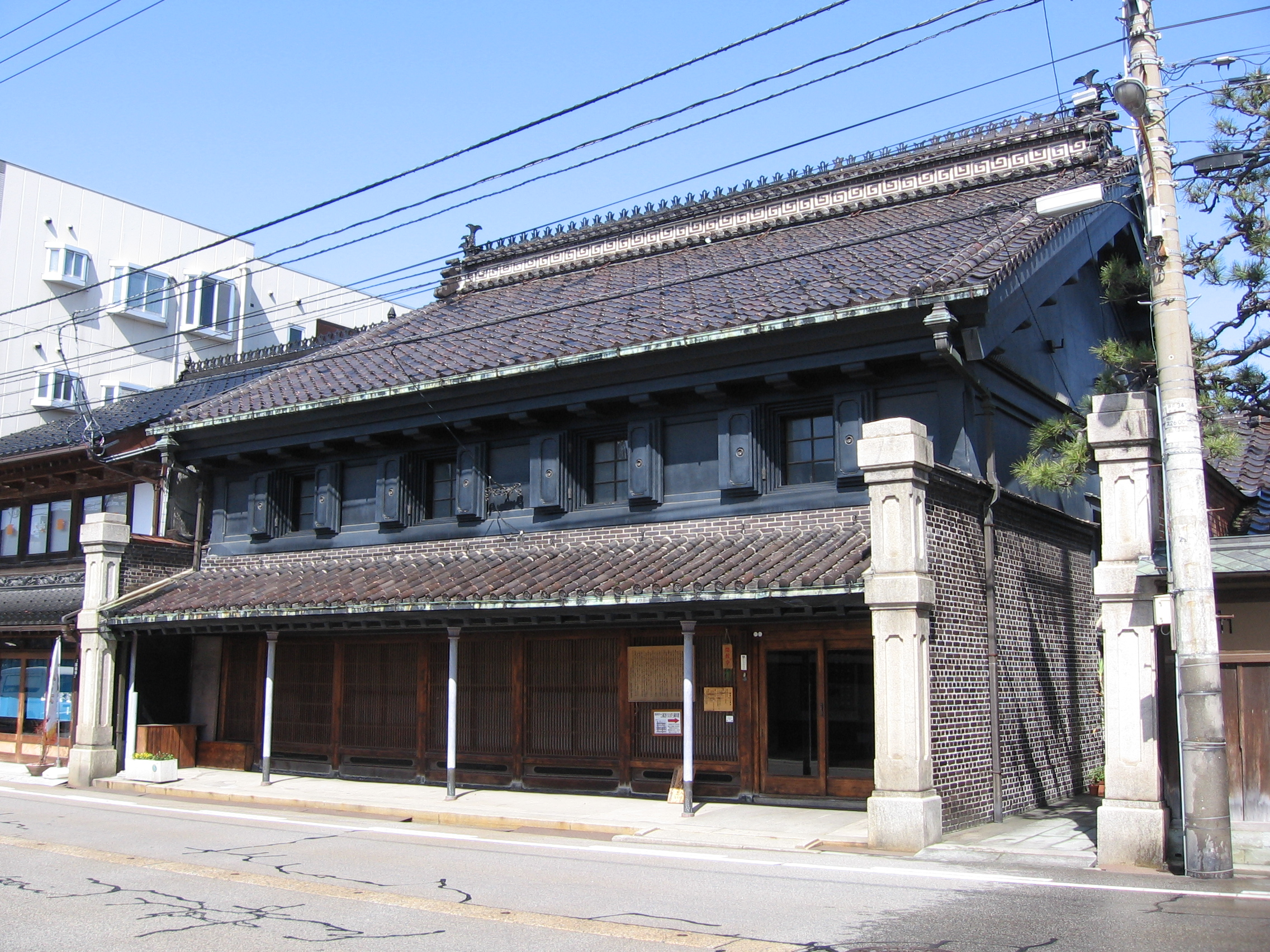
土蔵造りの家屋と煉瓦製の袖壁（重要文化財「菅野家住宅」・高岡市山町筋）

## 歴史

### 古代の町屋
平安京では次第に人が集まり都市人口の増加が進んだが、移住者のための宅地がなかった。既存の宅地と道路の境界には、水路を含めれば一番狭い小路でも6尺(約1.8メートル)の幅があったため、塀に寄りかかる形で小屋掛けすることで、道路から全く距離を置かずぎりぎりに建つ住宅が登場した。
また、官設の市以外の商業空間の成立がその普及に拍車をかけた。平安京では、当初商業は西市・東市のみ認められていたが、11世紀初頭には「町座」と呼ぶ商業形態が認められ、市以外の場所でも商売を営むことができるようになった。商売をする上では、客の目を引くようできるだけ道と近い方が有利である。こうして、道路境界に面して家を建てる形式が浸透していった。
平安時代末期の町屋の構造は、『年中行事絵巻』で確認できる。間口2間、奥行き2間で、奥行き方向の前と奥の半間が庇(下屋)になっており、梁間1間となる。屋根は板を吹いた上に丸太材で押さえた素朴な作り方である。柱は地面に直接埋める掘っ立て、表通りに面した壁は腰部分を網代でつくり、その上の高窓には半蔀を設けていた。入口は内開き戸で、のれんが掛かる。入口のところの袖壁の上は竹を縦横に組んだ格子窓であった。そこを入ったところが通り土間である。高窓の内側は床上で、通り土間とは舞良戸で仕切られている。
『信貴山縁起』には地方の町屋が描かれている。町屋のつくりは平安京とほぼ同じだが、住宅が高密に隣接することはなく町屋の間に菜園が設けられていた。

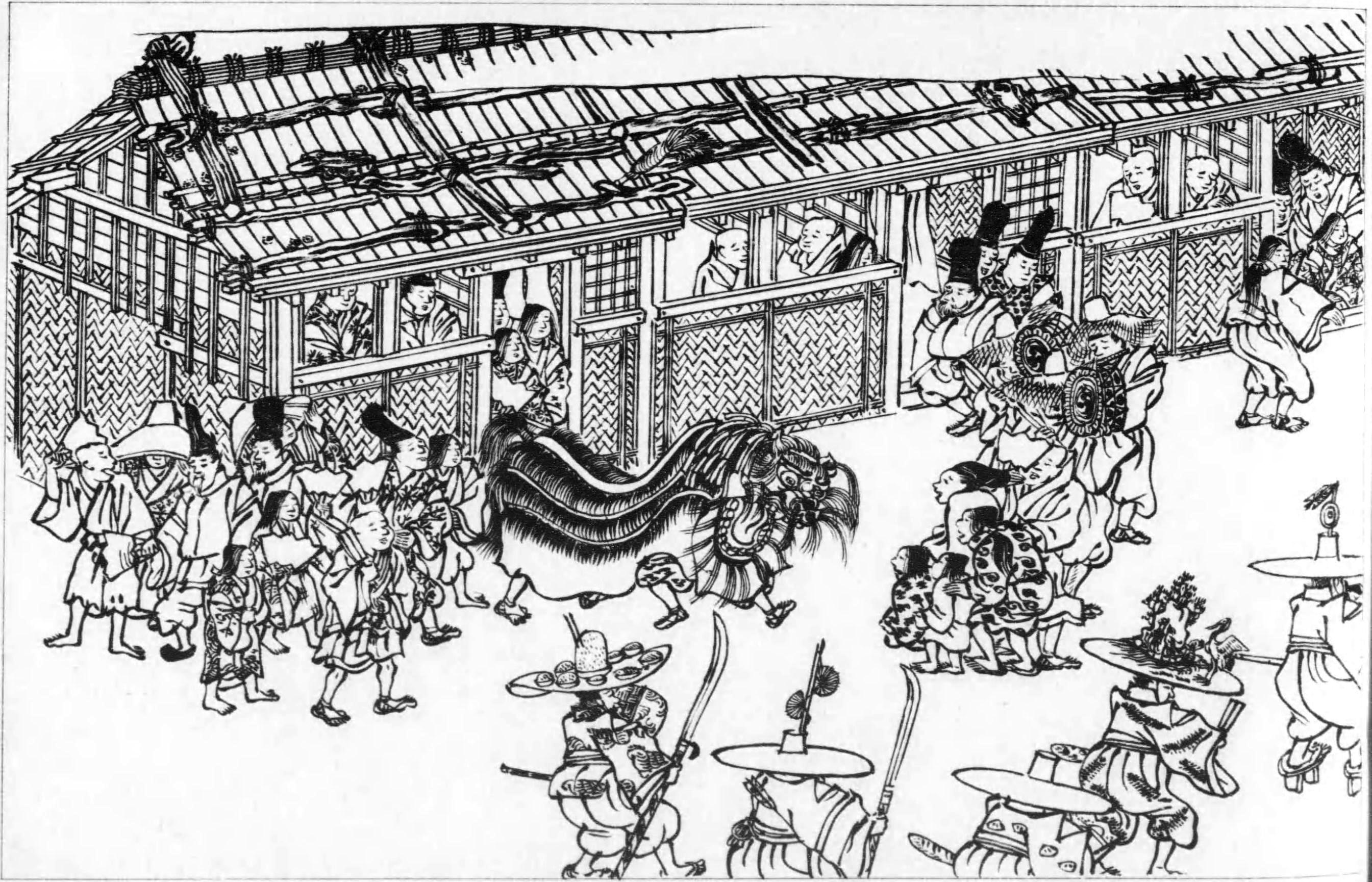
平安京の町屋(『年中行事絵巻』)
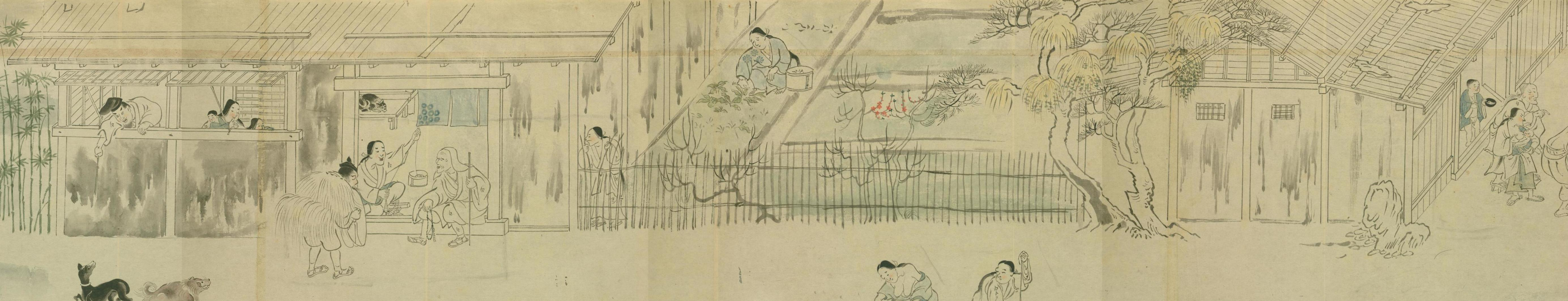
地方の町屋(『信貴山縁起』)

### 中世の町屋
室町時代末期の京都町屋は、間口2間、奥行き2間ほどの小さな町屋が一般的であった。通り土間があり、その横の見世(みせ)の表側は空きの広い格子が付けられ、そのかたちは縦横に桟を通した狐格子が多い。平安時代の町屋の窓は半蔀であったから、このような格子が付けられるのは鎌倉時代以降である。その格子の前には京都町屋独特の揚見世が普及し、そこに多くの商品が並べられていた。多彩な見世があり、多くの職人兼商人たちが品物を製作・販売していた。
室町時代末期の平安京の町屋の構造は、『洛中洛外図屏風』で確認できる。屋根の棟には十数本の青竹を丸く束ねたものを飾った。うだつも造られていたが、その小屋根は藁や茅葺きであり防火を目的としたものではなく、屋根の端部を押さえるために発生したと考えられるが、やがて一戸一戸の独立性を表象する装置として定着した。屋根は板葺きであったが平安時代の町屋より進展し、押さえ木(または竹)を縦横に通し丸石を乗せて屋根板の反りや剥がれを防いでいた。
中世固有の町屋として、中土間型の町屋がある。長屋形式の各戸に対して、中央の土間とその左右に居室がならぶ形式で、一つのユニット中に複数の家族が住む。中土間型の町屋は、身分的に従属する別家・手代層や被官層のために建てられた供給型住宅と見られている。

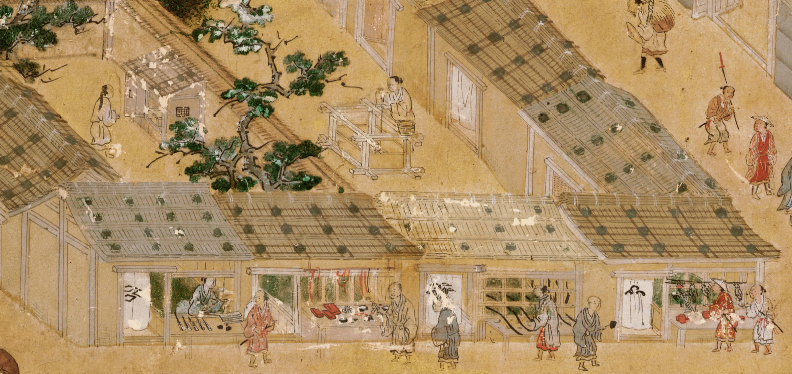
小川通り（現在の今出川通り）の町屋（『洛中洛外図屏風（歴博甲本）』）
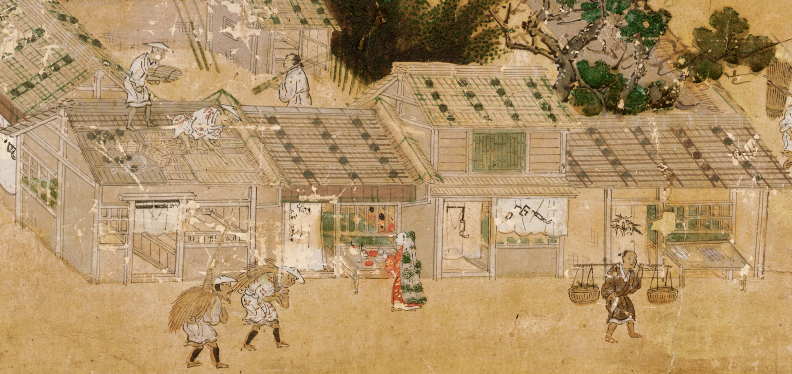
室町通りの町屋（『洛中洛外図屏風（歴博甲本）』）

地方における、街道沿いに町屋がならぶ街村形態は鎌倉時代には成立していた。また鎌倉では、門屋や武士の住宅に混じって町屋が建てられていた。

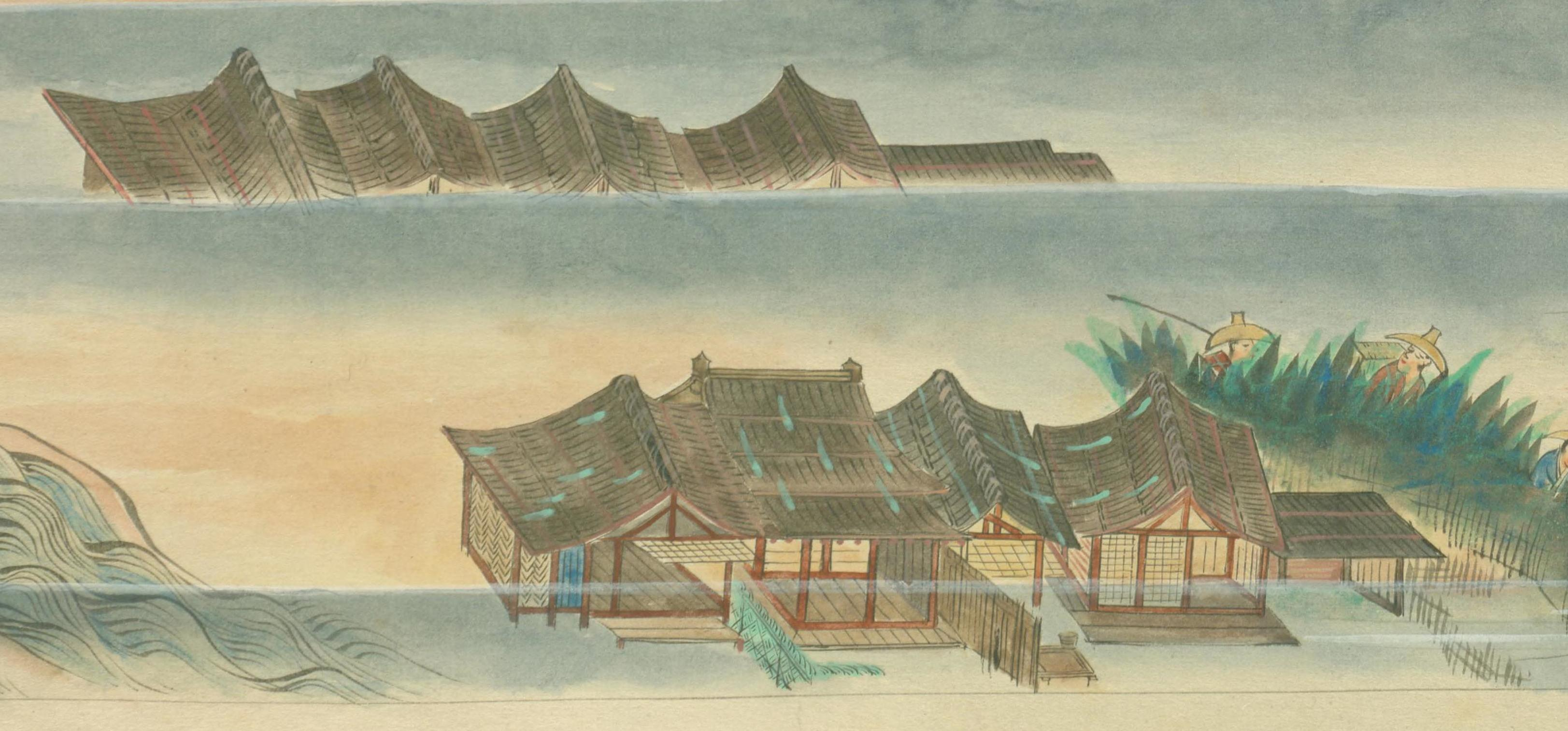
遠江国蒲原宿（現在の静岡県静岡市清水区）の町屋(『一遍聖絵』)
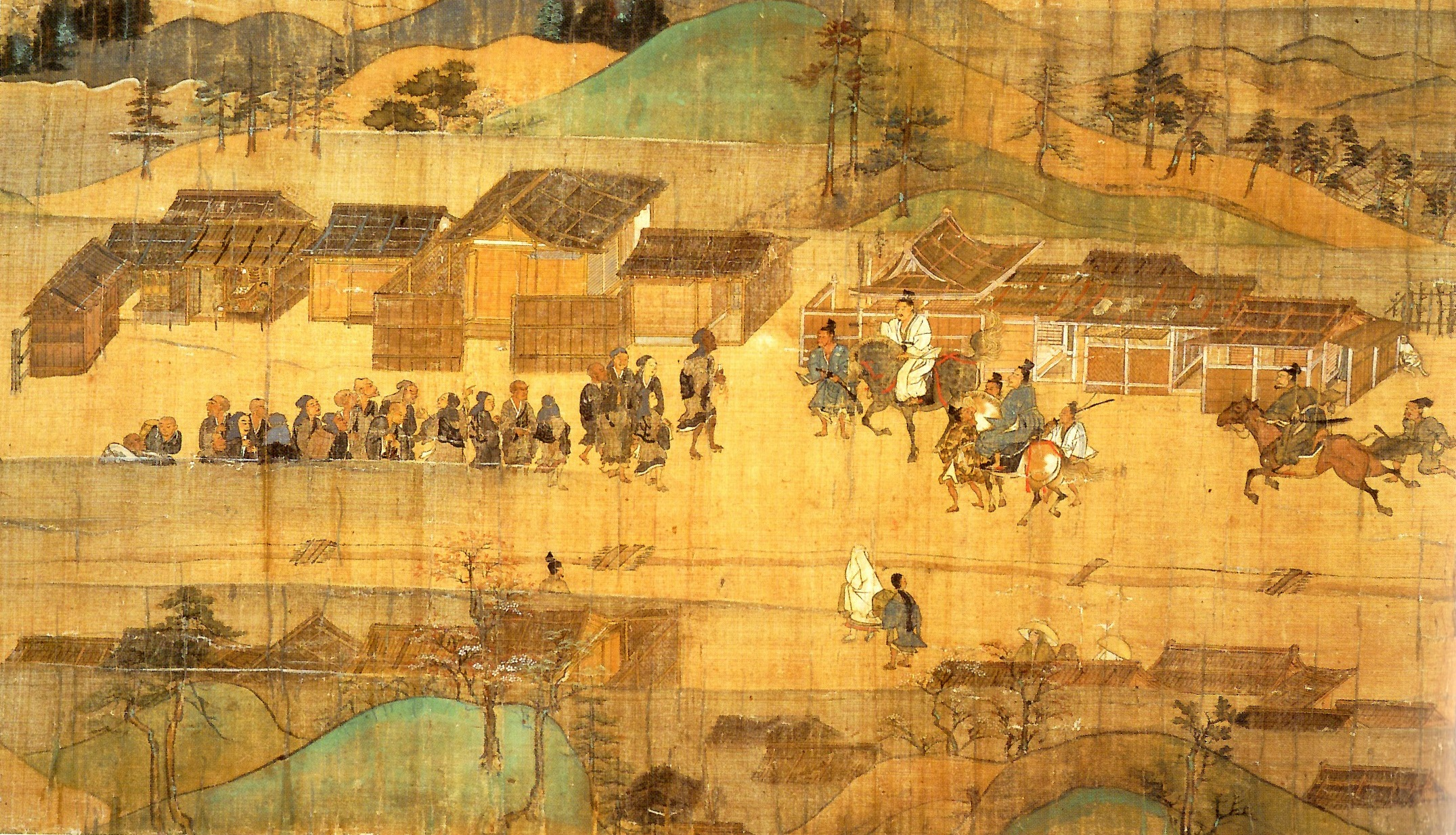
鎌倉小袋坂の情景（『一遍聖絵』）

### 近世の町屋

#### 江戸の町屋

##### 成立期の町並み
江戸時代前期の江戸では、メインストリート付近に杮葺に混じって瓦葺の町屋が建ち並び、特に交差点に面した家では3階建ての櫓を載せた城郭風の町屋が建てられた。成立期の江戸町は、徳川氏の伝馬・染物・鉄砲・大工などの御用を国役で請け負う代償として、数町単位で町地を拝領した国役請負者が配下の者に屋敷地を分配して住まわせたと推定されており、城郭風町屋は国役請負者の権威を誇示するために建てられたと考えられている。しかし、慶安2年(1649年)に町屋の3階建てが禁止されてからは新築されず、明暦の大火による焼失後は見られなくなった。こうした特別な家を除けば、江戸時代前期にはまだ杮葺や板葺が多かった。
町屋の多くは間口1間半、奥行き2間ほどの小さな規模であり、室町時代末期の京都町屋より小規模であった。町屋の多くは中二階で、うだつも造られていた。その店は京都町屋の影響を受けた通り土間形式であり、通り土間の幅は半間ほどの狭いものであった。しかし店の表側は、京都町屋にみる格子はなく全面開口であり、江戸独特の店構えが成立していた。そこでは男女の職人たちが様々な商品を製作・販売していた。表通りの町屋に囲まれた街区の中(裏庭)は広い空間であるが、そこには会所と呼ばれる広場があった。住居や蔵も建てられ、その蔵はむくり屋根の独特のものであった。
初期に同業者町として成立した町には、土間を共有して複数の店舗が一つの町屋に混在する表長屋形式の町屋が建てられていた。しかし、中・後期になると大店が町屋敷を集積して表通りを占めるようになり、こうした表長屋の均質な町並みは次第に姿を消していった。

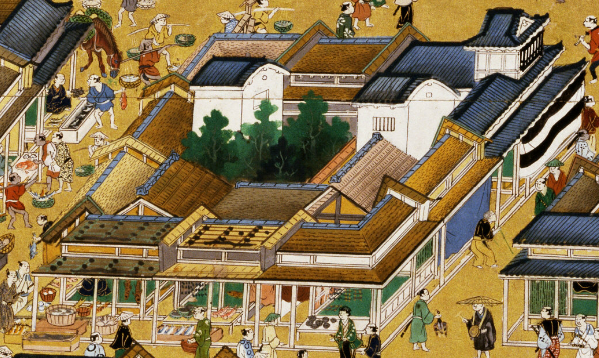
江戸時代初期の日本橋の町屋(『江戸図屏風』)

##### 店蔵
江戸は火事の多い都市だったが、特に明暦3年(1657年)の「明暦の大火」後、幕府は江戸の防火策に乗り出した。明暦の大火直後、茅葺や杮葺の上を土で覆って延焼を防ごうとしたが、耐久性が悪く普及しない。そこで享保5年(1720年)、一時は町人に禁止していた瓦葺や、壁を土蔵のように土で塗り込める土蔵造など、本格的な火事対策を推奨した。また、延宝2年(1647年)に本瓦よりも軽くて安い桟瓦が発明されたことで瓦葺の普及に拍車をかけた。
土蔵造の町屋は防火機能だけでなく、商人の経済力を誇示する建築表現として定着し、大きな箱棟を持つ黒漆喰の重厚な土蔵造が建設された。土蔵造は「店(見世)蔵造(みせぐらづくり)」とも呼ぶように、町屋のみせ機能を特化させたものである。しかし、江戸に土蔵造が普及するのは幕末以降になる。
幕末頃の店蔵は、黒漆喰仕上げの外壁に重厚な屋根と軒蛇腹を持ち、2階の開口部には観音開きの扉か格子を付けた横長の窓を設けていた。下屋庇は板葺きで、出桁造の建物が半数ほどあった。黒漆喰仕上げは「江戸黒」と呼ばれ、白漆喰仕上げより多くの手間がかかるが、表通りの店蔵や袖蔵では好んで用いられた。

##### 大店
城下建設が進むにつれ、上方からも多くの商工業者が江戸に移り住むようになり、伊勢や近江の商人が江戸に進出した。江戸中期になると初期特権商人は姿を消し、それにかわって「現金掛値なし」の店前売りを前面に打ち出した新興商人が台頭する。近江出身の白木屋、伊勢出身の越後屋はその代表で、彼らは本町通りや日本橋通りに巨大な店舗を構え、次第に大店の立ちならぶ景観が形成された。江戸の大店は京都とは異なり、隣接する町屋敷を合併した大規模な屋敷間口を示すものが多く、36間の間口を持つものや15間の間口を持ち屋敷が裏の町境を越えるものなどがあった。こうした大店はほとんどが呉服屋だった。
大店の表側には道路に沿って幅1間の「店下(みせした)」と呼ばれる庇下通りがあり、それにそって「踏込(ふみこみ)」という狭い土間がある。内部は仕切りのない大空間「みせ」が中心にあり、奥には商品や書類などを保管する蔵が林立する。ここには、番頭以下、百数十人の奉公人が厳格な規律の下で働いた。大店の町屋には原則として居住空間はなかったが、住み込みの奉公人たちは2階に寝泊まりした。
上層町人の家では、街区の中(裏庭)に町屋と分離して住居を構えることが寛永期から続いているが、その住居は表通りの町屋とは縁と中庭でつながり、入り口は表通りから路地に入ったところに設けられていた。京都の町屋が大きさに関係なく見世と住居が一体で、住居への専用入口が大きな町屋では表通りに面したところに設けられていたり、あるいは中規模の町屋では客入口と同じ通り土間であることとは大きく異なる。

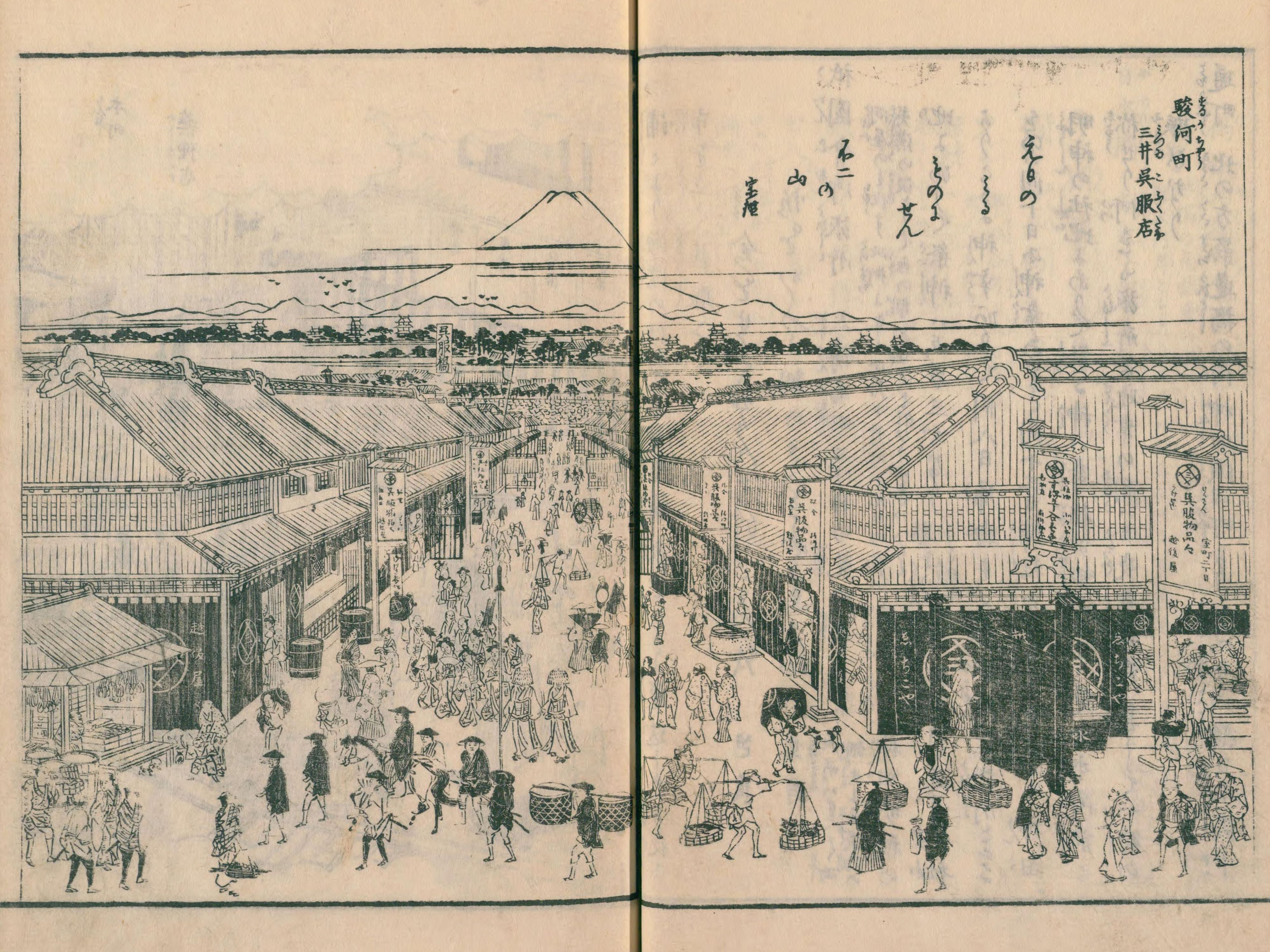
神田駿河町の大店(『江戸名所図会』)
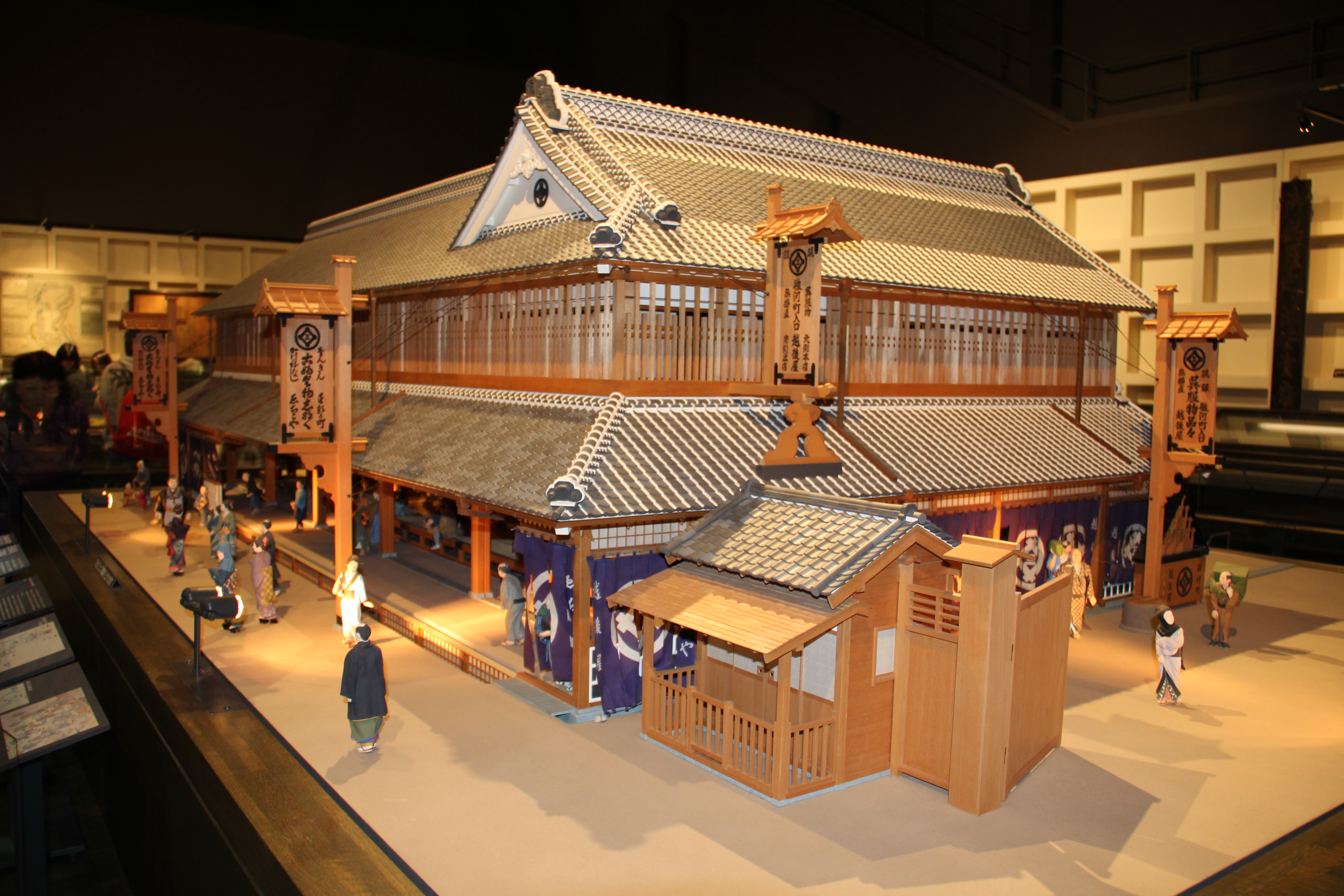
三井越後屋江戸本店の模型
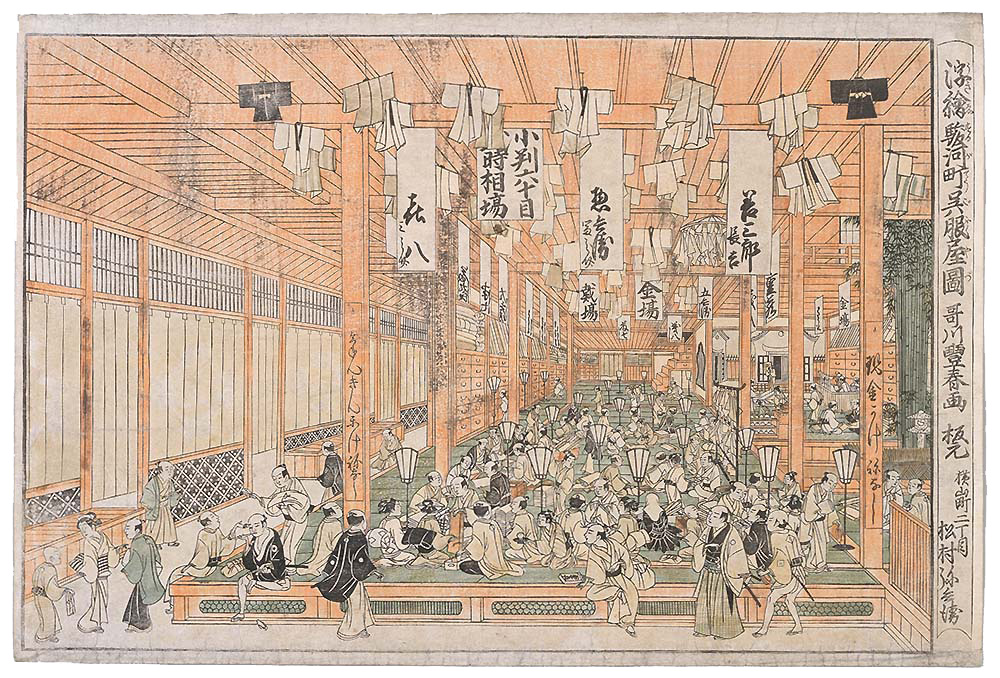
三井越後屋江戸本店の店内

##### 中小の町屋
中後期の中小規模の町屋は、初期の通り土間型ではなく、店を間口全体に広げ表側に奥行き半間ほどの土間を設けた前土間型の町屋が一般的であった。前期の町屋にみられた店の表側の全面開口は変わらず、江戸町屋の特徴は続いている。あまりに広く道に開口しているため、その一部にのれんを庇から地面に掛けた町屋も多くみられた。また、江戸町屋の庇は通常庇柱が立ち、アーケード状の庇下通りを形成した。

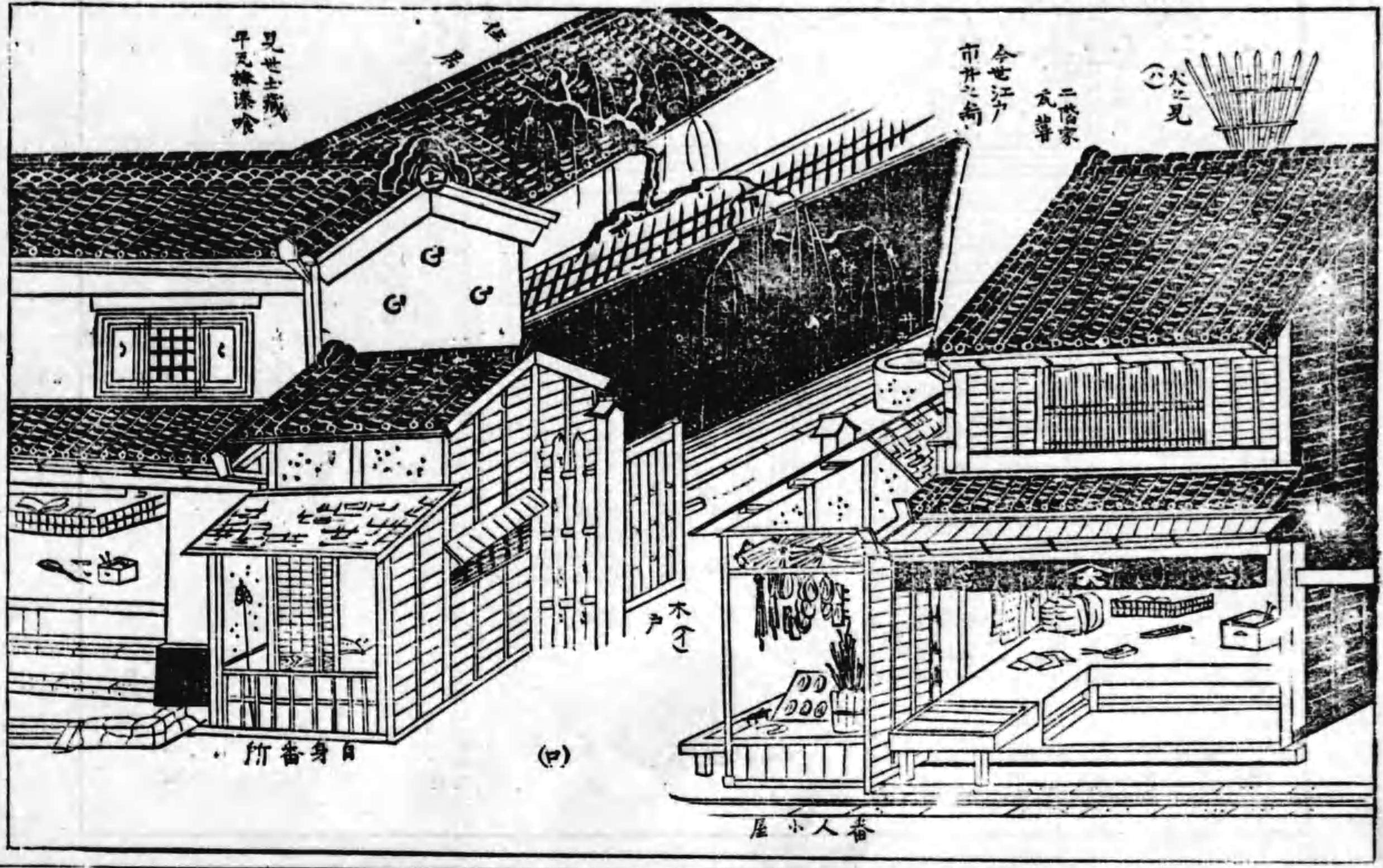
江戸の町屋(『類聚近世風俗志 : 原名守貞漫稿』)
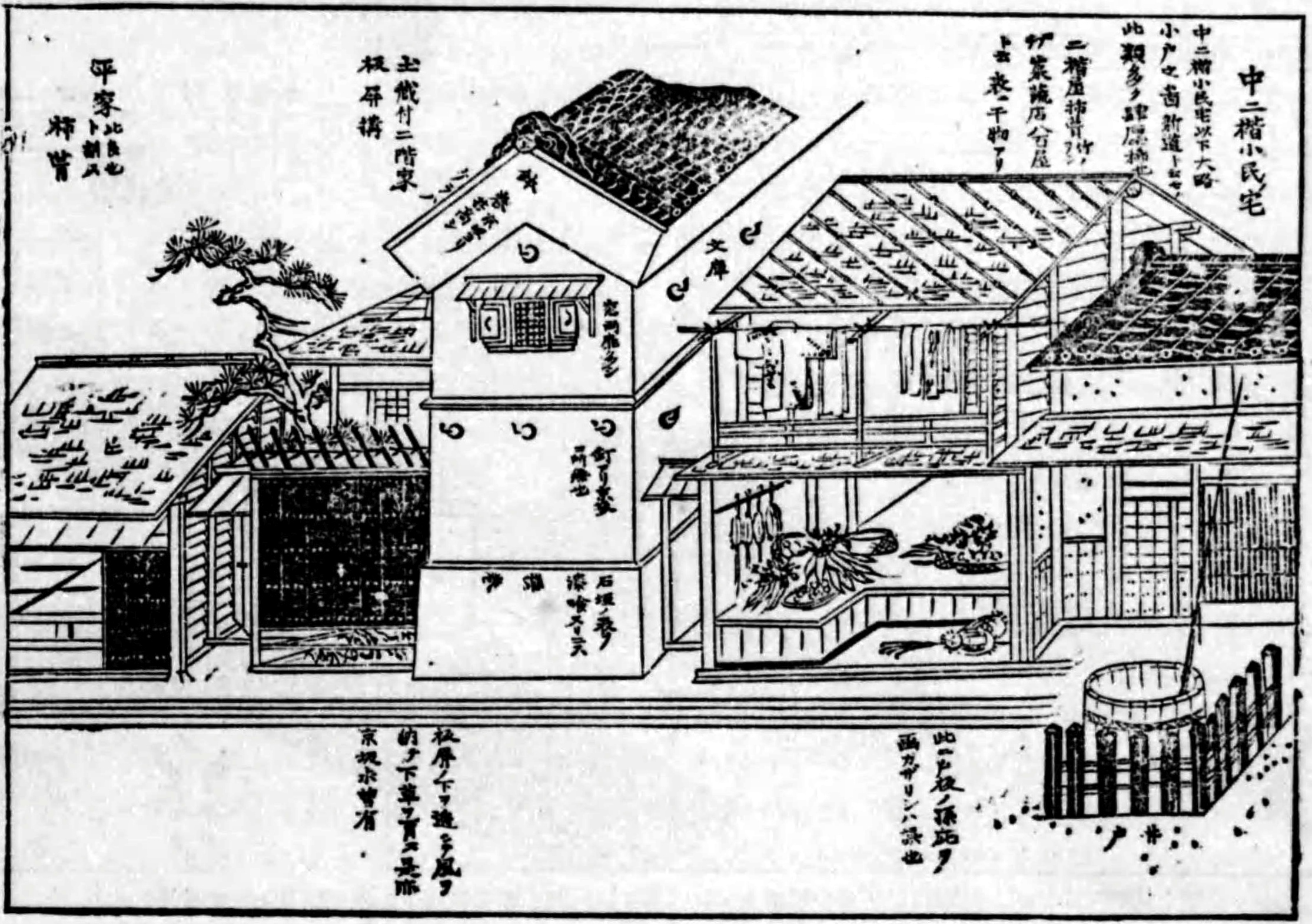
江戸の路地に面した町屋(『類聚近世風俗志 : 原名守貞漫稿』)
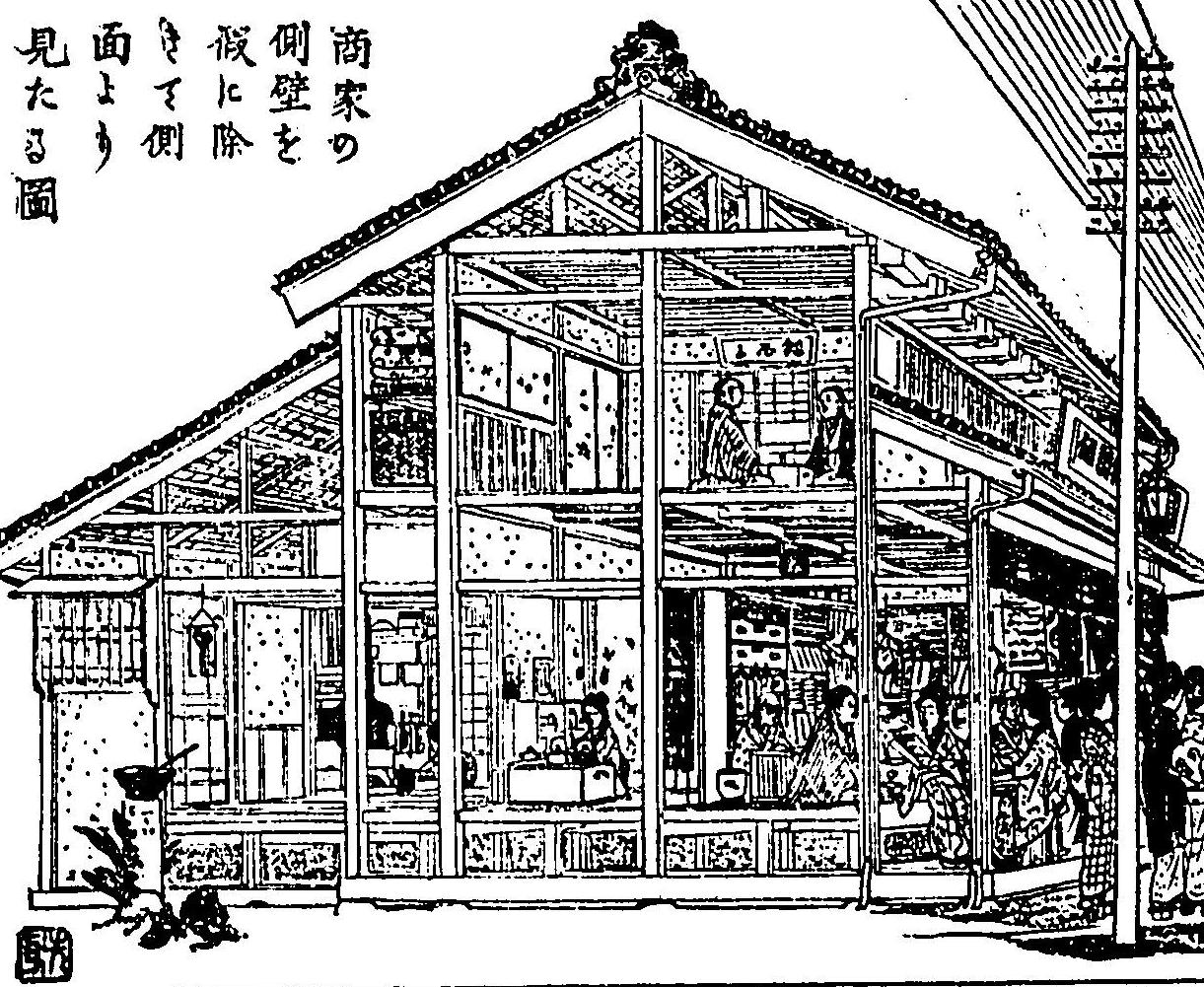
前土間型町屋の断面(『東京風俗志』)

##### 裏長屋
江戸の町人地の町割りは、道から道までの内法が京間(1間=6尺5寸、約2メートル)60間で計画された。この正方形の大きさは、平安京の1町の寸法とほぼ同じで、京都を意識して計画されたことが指摘されている。ただし、京都と異なるのは、この正方形の内側を有効に使うため、60間を3等分している点で、このため通りに面する町屋の敷地の奥行きは20間に統一されていたことになる。大店の場合、通り側を店としてその奥に商品を保管する蔵や奉公人の住まいを設けて敷地を目一杯利用したが、多くの場合は通り側に「表店(おもてだな)」と呼ばれる店舗兼住居を建ててその背後に「裏長屋」と呼ばれる長屋を設けた。裏長屋は表店の主人が大家となり、店子に貸し出される借家である。裏長屋へは、2軒の表店の間に設けられた木戸と路地から出入りした。
このように、表店を5間程度の奥行きに抑え、その奥に裏長屋を取る構成はかなり定型化されており、長屋の各戸の間取りも「9尺2間の裏長屋」といわれるように、間口1間半、奥行き2間ほどで土間まで含めた広さ6畳程度が定番である。手前側に設けた土間にかまどと流しを備え、畳敷きの部分は4畳半ほど。裏長屋の各戸は同じ平面で、表店の間口が3間程度なら片側、5間程度なら両側に並んでいた。路地の一角に、便所と井戸が共同で設けられる点も定型で、この井戸は井戸水ではなく神田上水や玉川上水から分岐した、いわば水道水である。
こうした表店と裏長屋の構成は、江戸時代中期に成立したとみられている。江戸の人口は享保年間ですでに100万人を越え、町人はその半分を占めていた。裏長屋は、この巨大な人口を収容するために生まれた、過密都市ならではの住居だった。

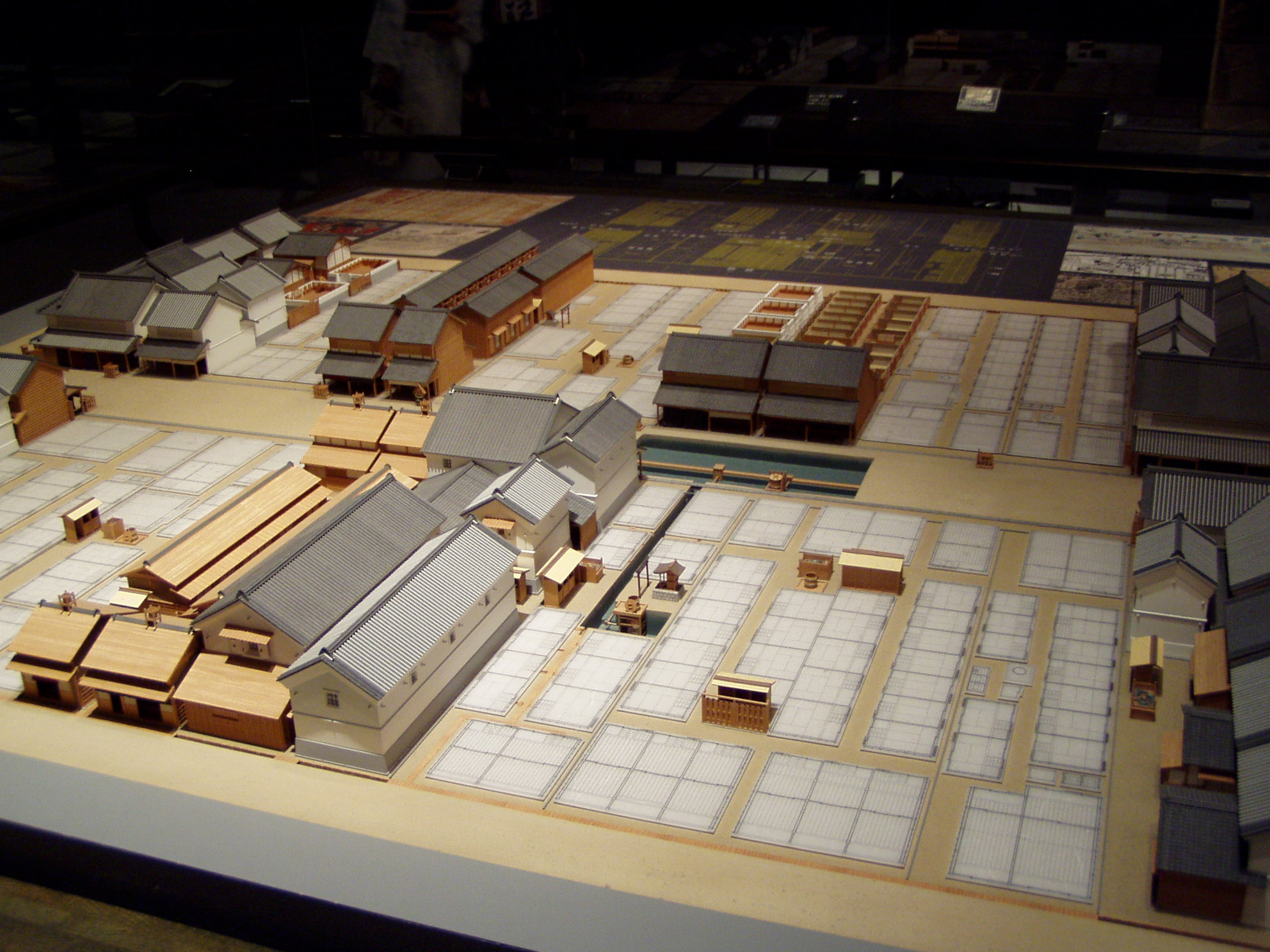
町人地の町割り
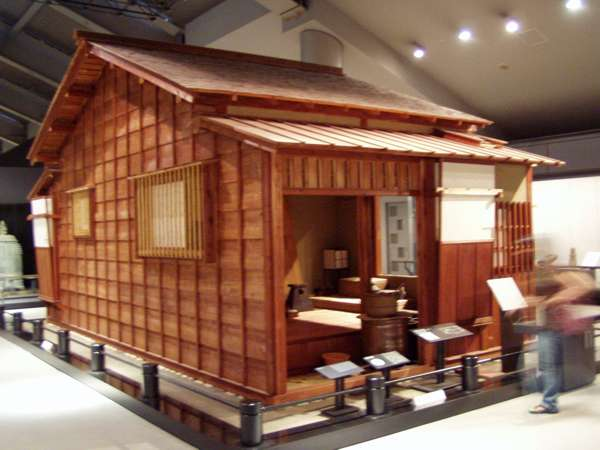
長屋一戸分の外観
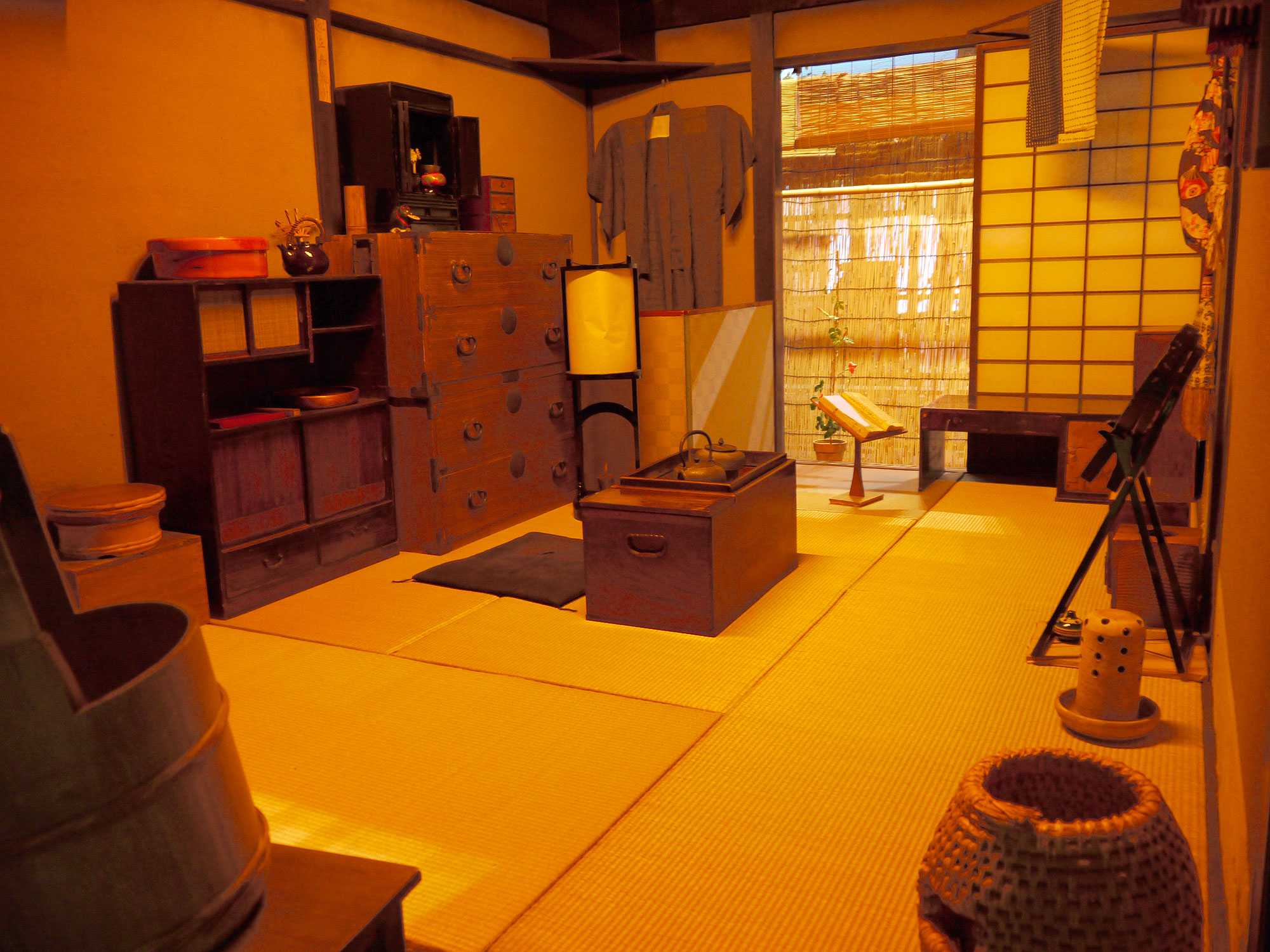
長屋の室内

#### 京都の町屋
京都町屋の格子は、室町時代末期の空きの広い縦横の桟で構成された狐格子から、隙間を縮めた竪格子へ変化した。その格子は、全面を竪格子(惣格子)にする町屋と、上半分は竪格子にし下半分を揚見世にする町屋とがあった。格子の組み方にも変化があった。室町時代末期の町屋にみた格子は、同じ幅の縦桟と横桟で組み、縦桟に貫として横桟を通していた。その交点は面一となる。しかし江戸時代後期の竪格子は貫としての横桟を何本か渡し、その上に細い竪格子を空きを狭くして釘打ちする。そのことで縦の線が強調され、美しい竪格子が生まれた。これを京格子という。
近世を通じて京都町屋の2階は大規模な商家以外あまり発達せず、中二階である「厨子二階(ずしにかい)」が一般的だった。2階は納戸や住み込みの使用人の居室として使われた。また、江戸の町屋が2階の壁面が1階より3尺(約1メートル)後退しているのに比べ、京阪の町屋は2階と1階の壁面がそろっており、この形式は「大阪建(おおさかだて)」と呼ばれていた。
京都も江戸と同じく町人の階層分化は顕著であり、間口10間以上の大きな町屋を持つ町人、間口4、5間の一般的な町屋を持つ町人、そして間口1間半から2間の小さな町屋を持ち、または借家をする町人とに分かれており、江戸時代の中頃から分化が進んでいた。しかし、階層分化の中でも一般的な町屋と大きな町屋では従来からの通り土間形式を持続し、見世の部分と住居部分が一体化した間取りを続けていた。そのため、居住部分へは表通りから入るようになっており、江戸の大きな町屋にみるような、路地に回り込んで裏屋の住居へいたるという入り方とは異なっていた。
このように京都の表通りは江戸とは違って、格子の付いた中2階の町屋が立ち並ぶ、落ち着いた町並みであった。これは、京都では中世以来の町共同体による自治が行われており、町屋の表構えの意匠にも厳しい相互規制が加えられていたことによる。
敷地の奥には、離れや付属屋・土蔵などが配置された。京都では土蔵が道側に建てられることはなく敷地の奥に置かれるのが通例で、江戸の土蔵造の町屋とは対極をなしていた。敷地奥に建つ土蔵は町境になると共に、一種の防火帯として機能していた。

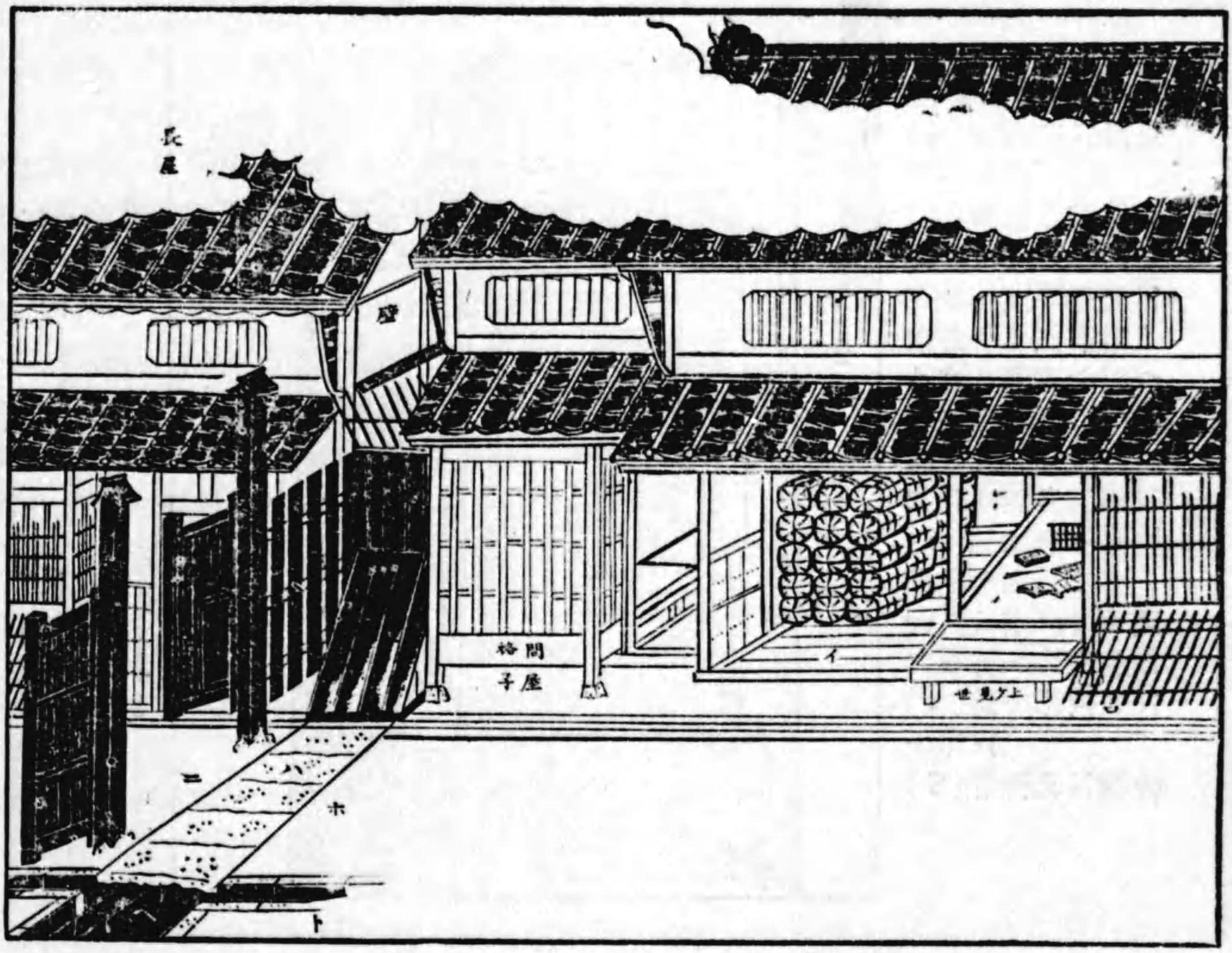
京阪の町屋(『類聚近世風俗志 : 原名守貞漫稿』)
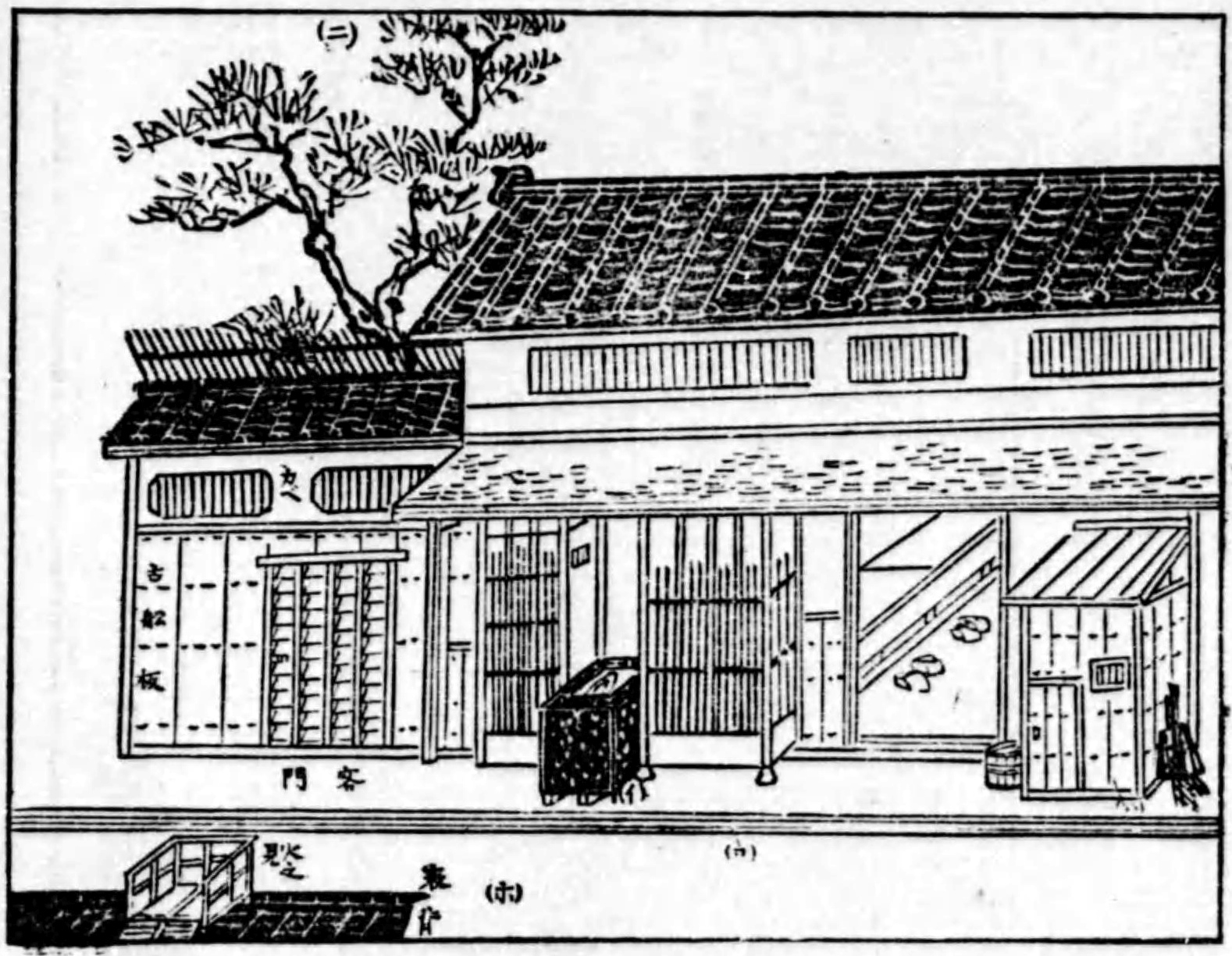
京阪の規模の大きな町屋(『類聚近世風俗志 : 原名守貞漫稿』)

#### 大阪の町屋
大阪の町屋は京都とほぼ同じ形式であったが、通り土間型以外にも前土間型・切り土間型・裏土間型など多様な類型が存在していた。裏土間型は長屋形式のものが多く、大阪で大量に建設された借家建築の存在を示唆している。江戸や京都でも多くの借家が建てられたが、居住者の回転が速い大阪では、地借りの多い江戸とは異なる独特の借家文化を形成していた。
自らは借家に居住して町屋敷経営を行う家主が少なからず存在し、借家に住むことは必ずしも階層の格差を示すものではなかった。また、町屋の建具を取り払った状態で借り主に貸す「裸貸(はだかがし)」と呼ばれるシステムが早くから成立し、現在のスケルトン・インフィルのような、建築の軀体と中身を分離してフレキシブルに建築を転用する方法がすでに近世でみられていた。
また大阪では京都に比べて近世を通じて同業者町が多かったことも特徴で、道修町・桝屋町など同業者の店が建ち並ぶ景観も大阪特有のものであった。

##### 大阪船場の町屋
船場商家の建築様式は京町屋と同じく、通り庭型（通り土間型）と呼ばれるものである。
通り庭は、店も奥も含めた日常生活の中で常に行き来される通路であり、店員も主人の家族も、この通り庭を通らなければ出入りをすることができなかった。このように船場商家の建築様式は店と奥（家）が厳密に区切られておらず、店主家族と店員とが接する機会の多い空間であった。

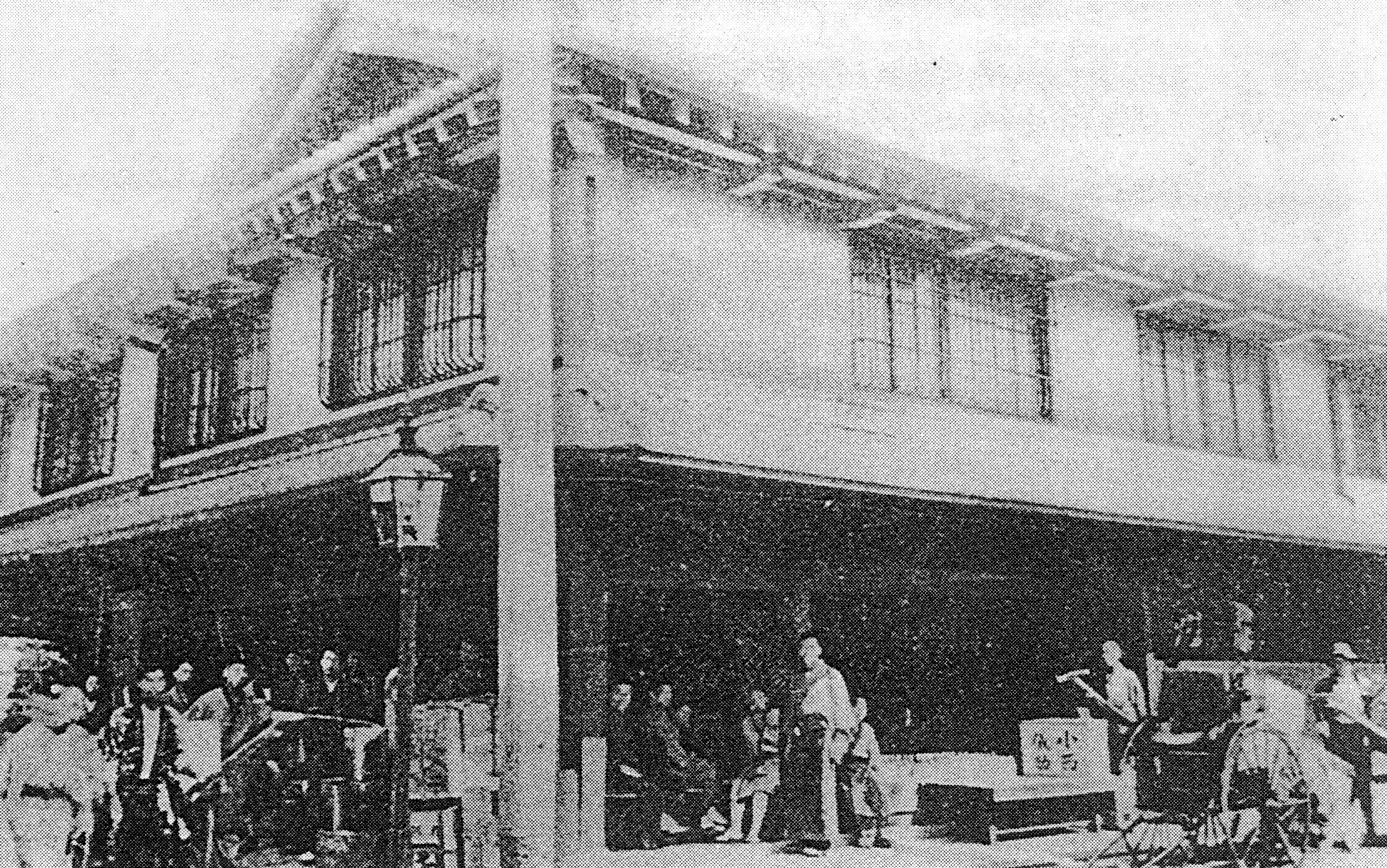
小西儀助商店（現:旧小西家住宅史料館、明治36年（1903年）撮影）
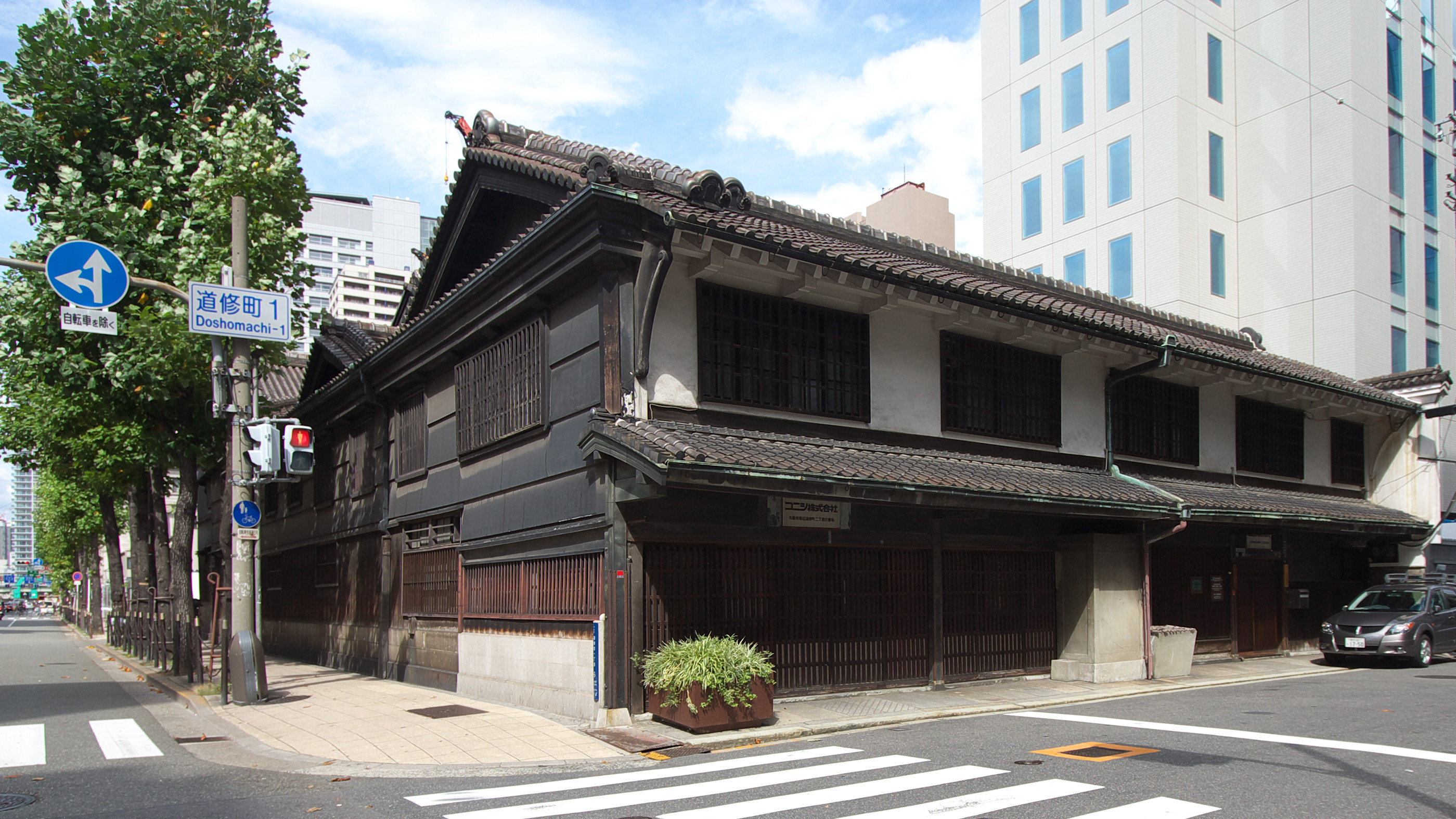
旧小西家住宅史料館（大阪市中央区道修町）
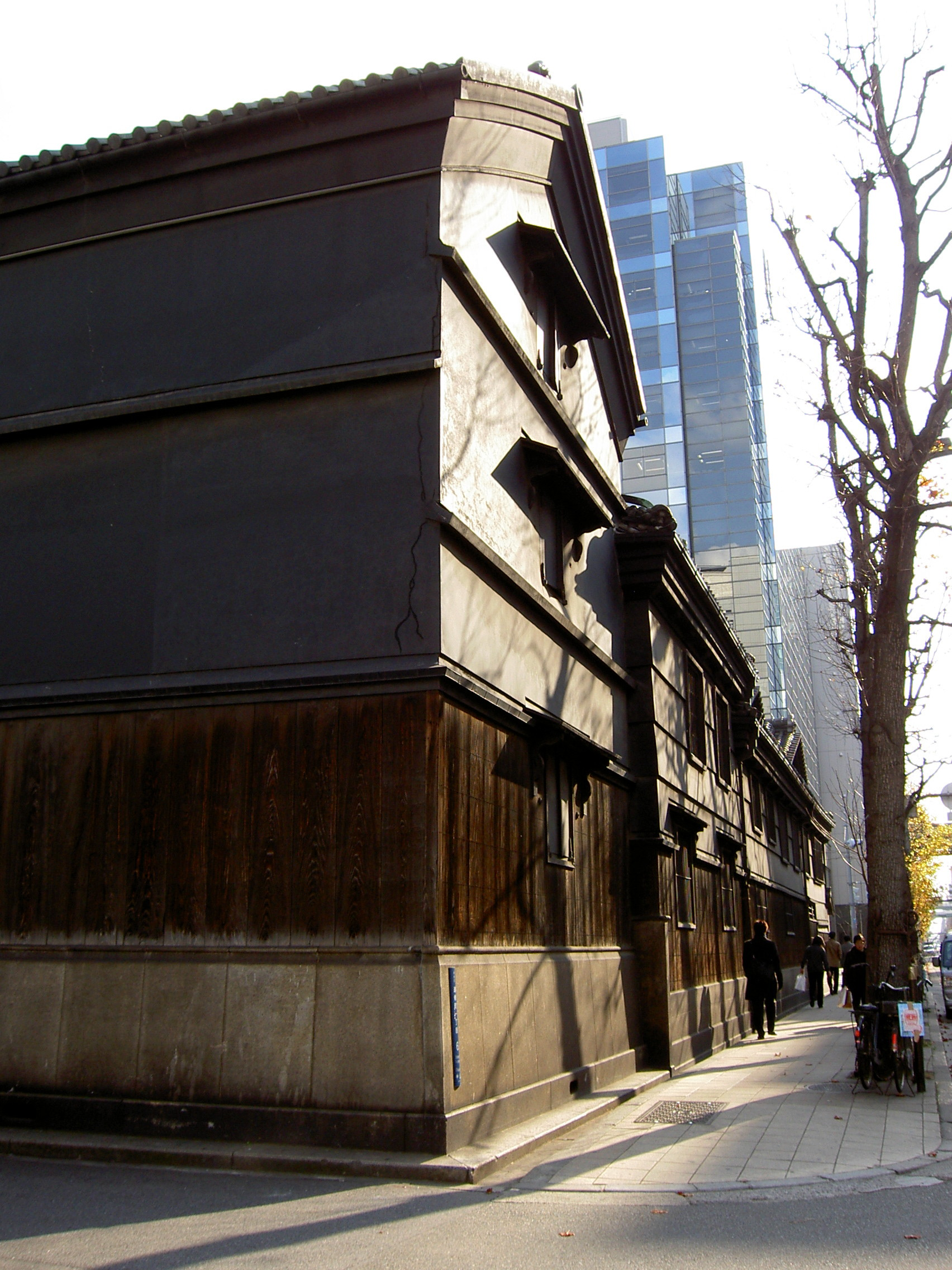
旧小西家住宅史料館

#### 旅籠屋
徳川幕府が宿駅制度を整備し、参勤交代や伊勢参りのために人々が東海道を往来するようになると宿場町が繁栄した。宿場町の主要施設は旅籠屋であり、基本的には町屋と同じ平面形式の建物であった。大戸を入るとドマが奥まで伸び、その脇にはミセやダイドコロの板の間、二階あるいは奥に宿泊用部屋がいつくか設えられていた。江戸時代後期の東海道宿場町では、旅籠屋の往還側二階には出格子が特徴となっていた。

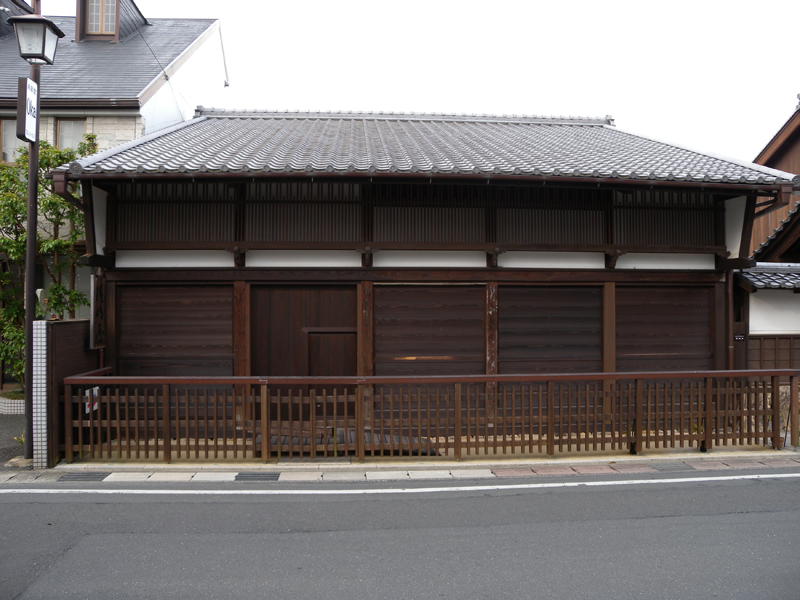
旧東海道二川宿の清明屋（豊橋市指定文化財）
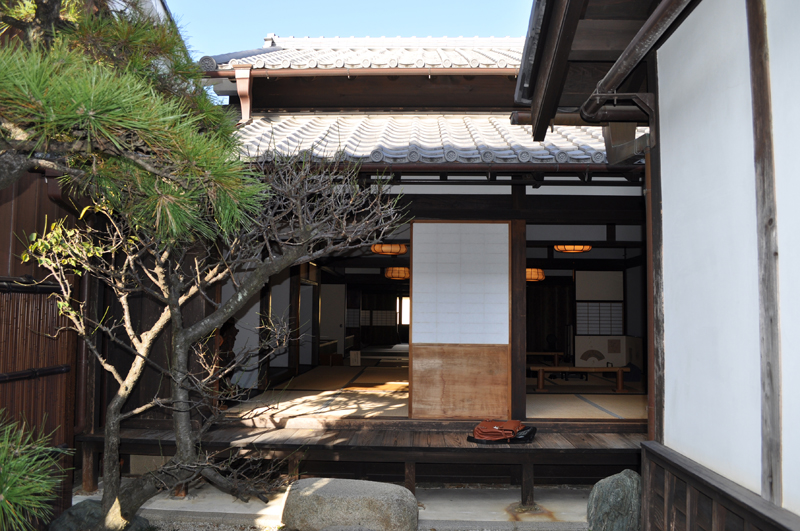
清明屋の中庭
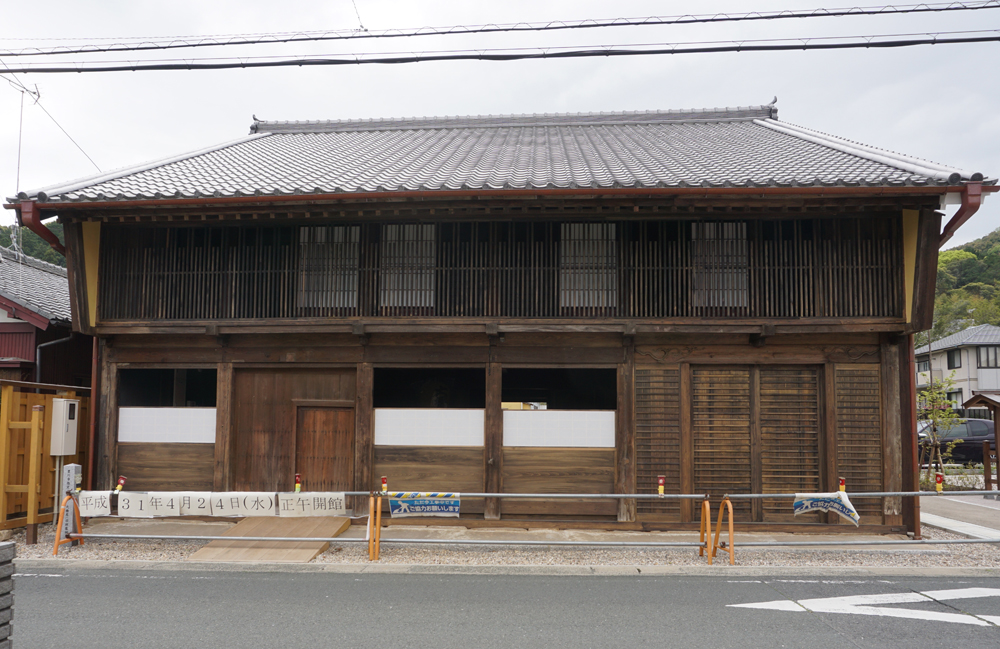
旧東海道赤坂宿の鯉屋（大橋屋、豊川市指定文化財）

#### 地方の町屋
地方城下町や宿場町、港町、門前町、在郷町などにも多くの町屋が建てられていたが、そこにも地方独特の町屋が成立していた。その間取りは、京都町屋の通り土間形式のもの、江戸町屋の前土間を少し広くしたもの、そしてその二つが融合したものに分かれる。京都に近い地域では京都の通り土間形式が、それより遠隔の地域は前土間形式や融合形式が多い。それらの町屋にも竪格子がみられるが、それは京都町屋の京格子が全国の町屋に広く普及したものである。

### 近代の町屋

#### 質の向上
明治に入ると、それまで住宅に対して加えられていた幕府による厳しい建築規制がなくなり、町屋の意匠や建築技術はピークに達した。豪快かつ洗練された吹き抜け空間を持つ明治40年(1907年)築の吉島家住宅（岐阜県高山市）や隣接する明治12年（1879年）築の日下部家住宅のような、大規模な町屋が建設されている。

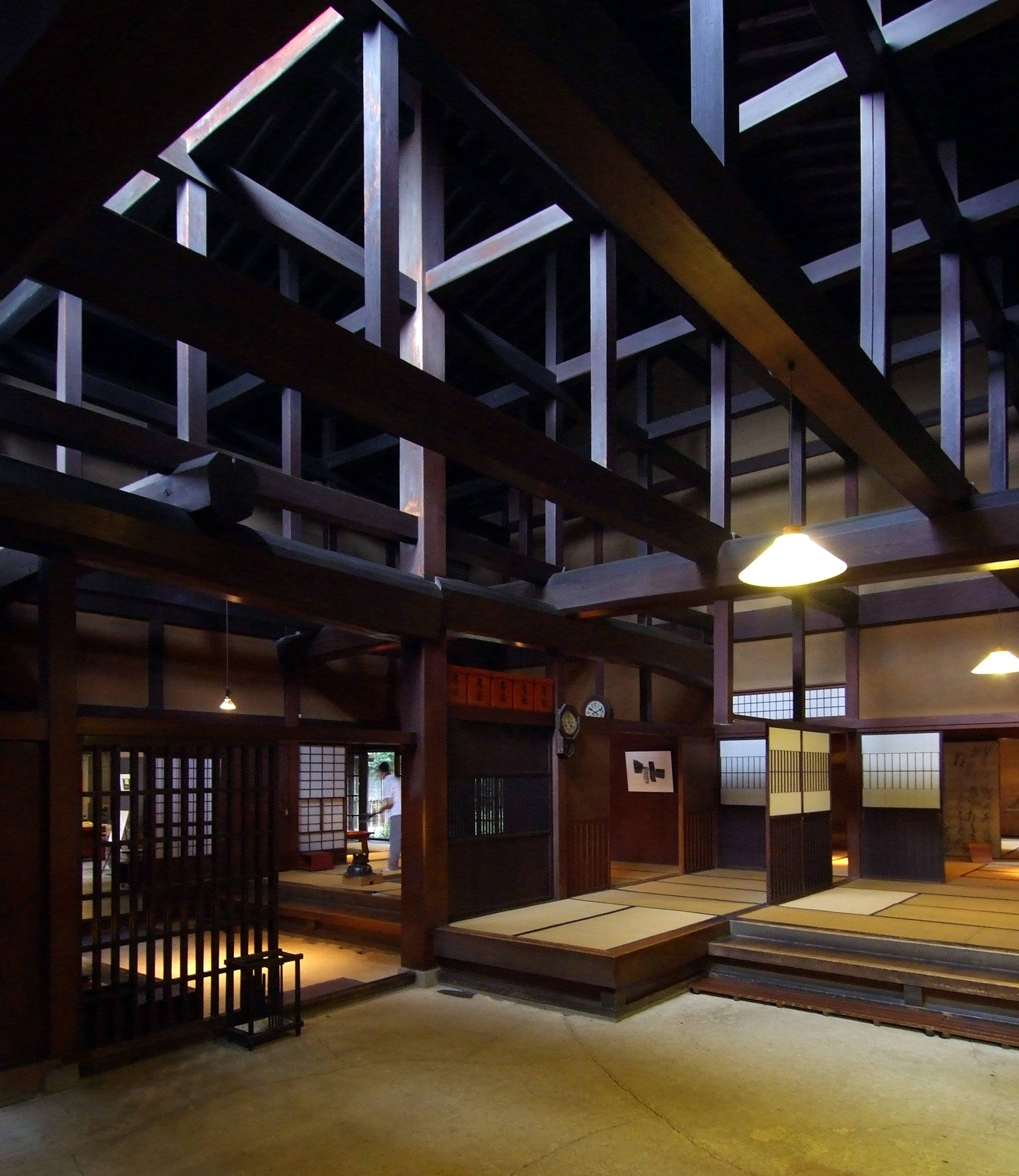
吉島家住宅（国の重要文化財）の梁組。
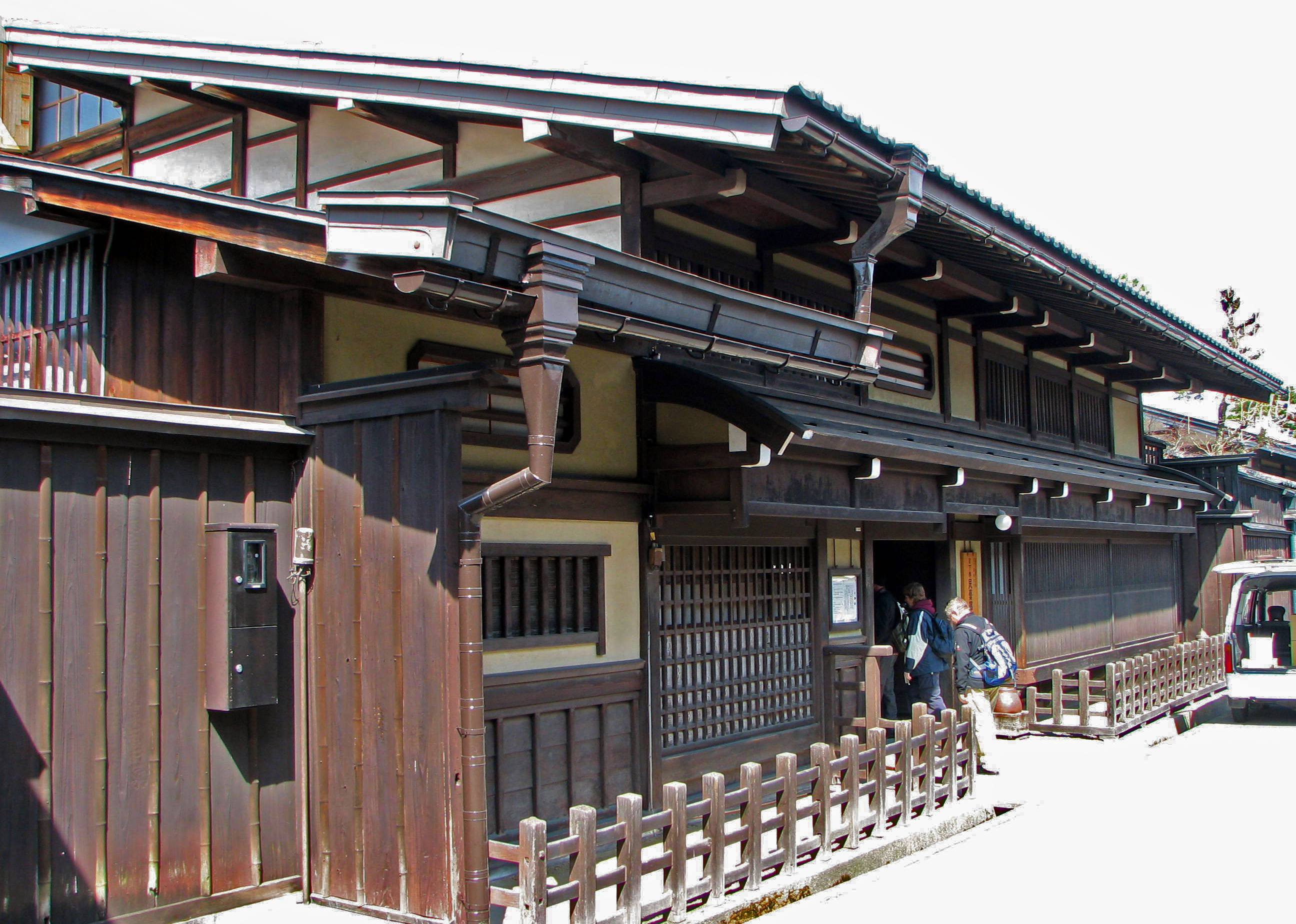
日下部家住宅（国の重要文化財。現・日下部民藝館）

#### 土蔵造の普及
明治14年(1881年)2月25日に、東京府知事と警視総監によって防火規則「甲第弐拾七号」が布達された。内容は大きく二つに分けることができ、一つは主要道路に面した建物に対して煉瓦・石造・土蔵造の3種類に改造することで、もう一つは現在の千代田区・中央区の家屋に対して瓦屋根など不燃物質で屋上を葺くことを義務づけていた。この規則は罰則もある厳しいもので、以降は東京が大火に見舞われることはなくなった。また、規制前は2、3割しかなかった土蔵造の町屋の割合が、規制後では100パーセント近くまで達し、明治中期の東京には黒塗りの店蔵が立ちならぶ景観が生まれた。
明治期の店蔵は、幕末頃に比べ板葺きの庇がほとんどなくなった。また、2階開口部の形式が観音開きより格子を付けた横長窓の割合が高くなっている。これは2階の総二階化に伴って、2階に座敷が設けられるようになったためと考えられる。

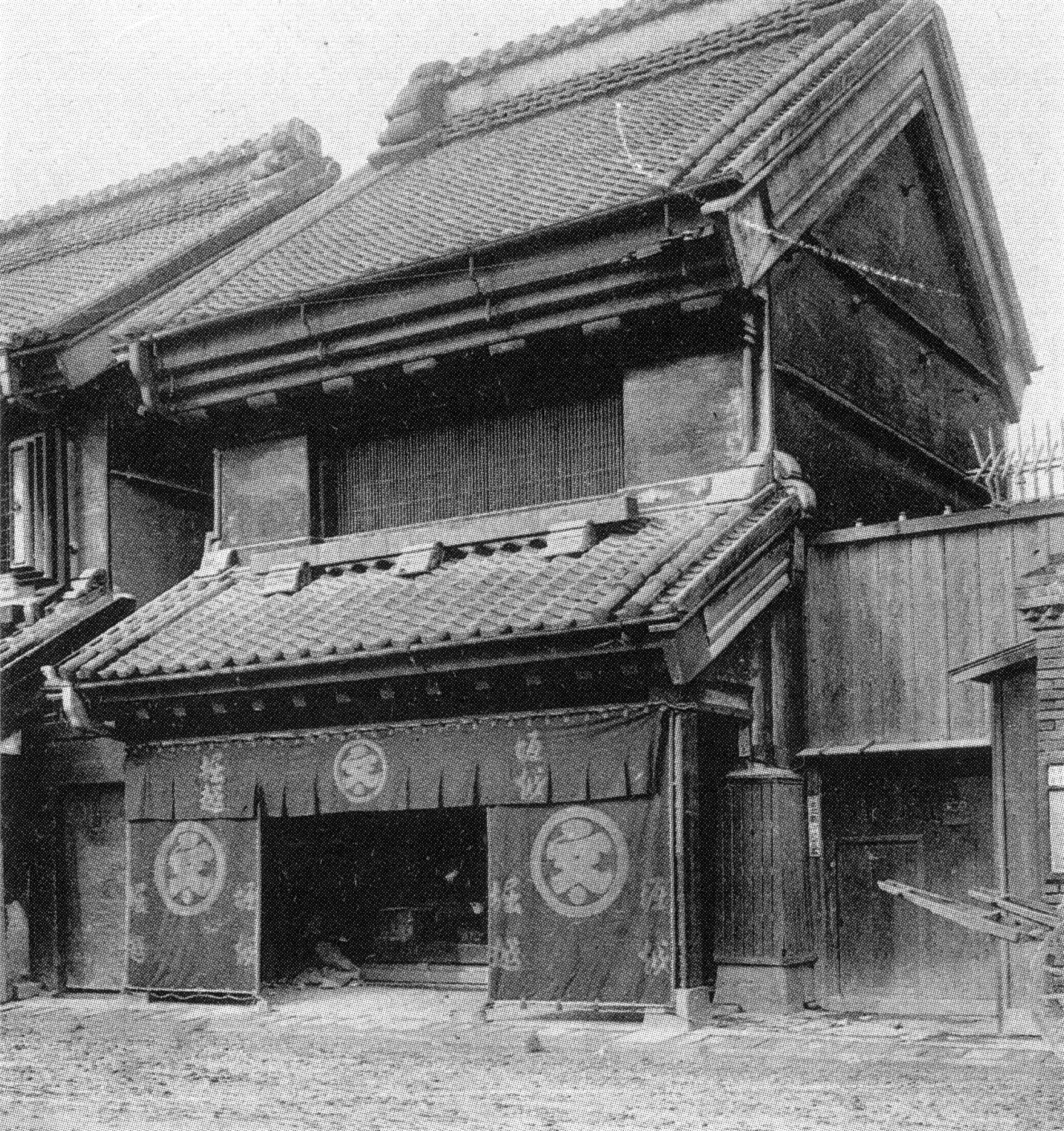
堀越商店
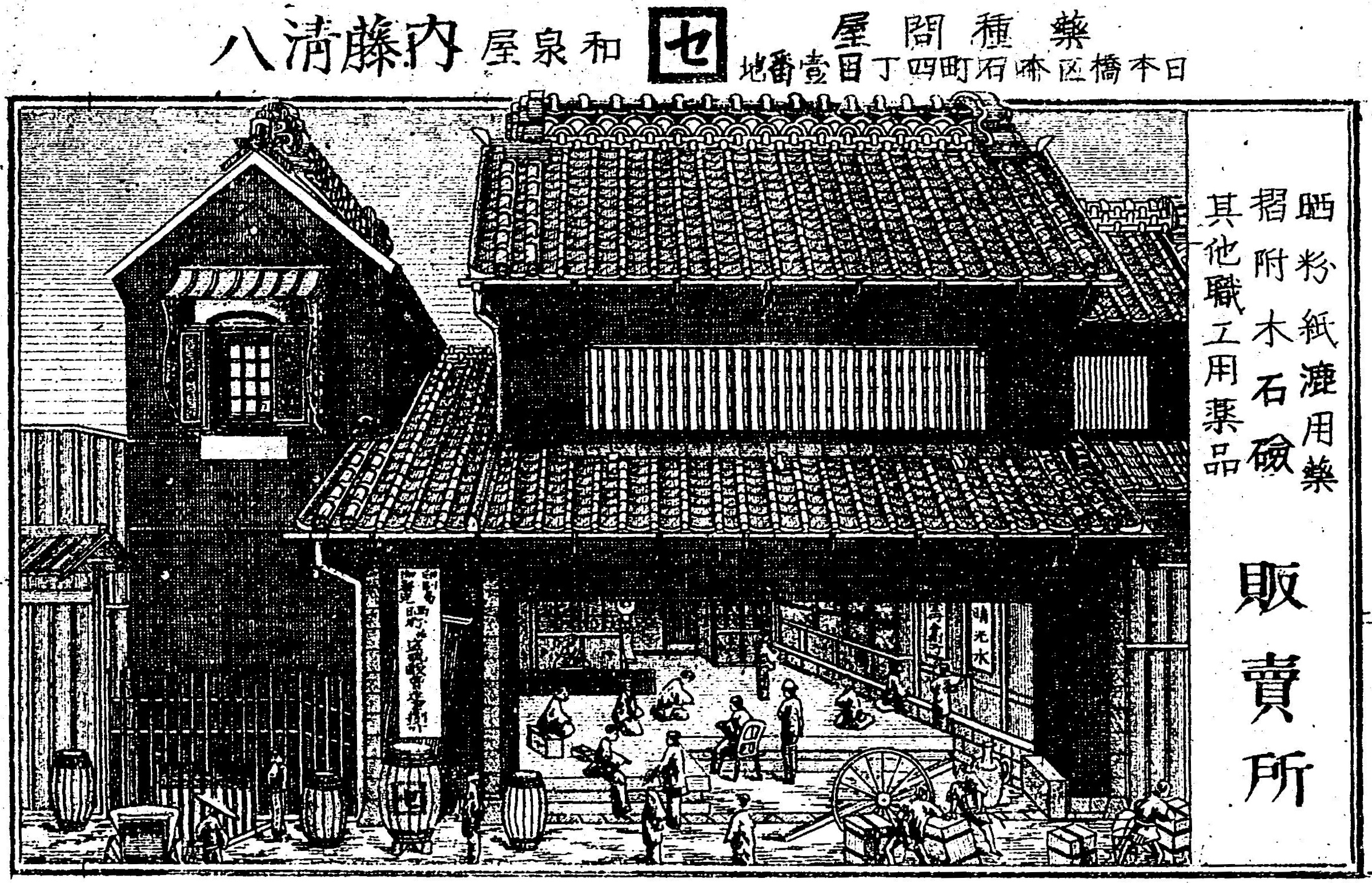
和泉屋 内藤清八
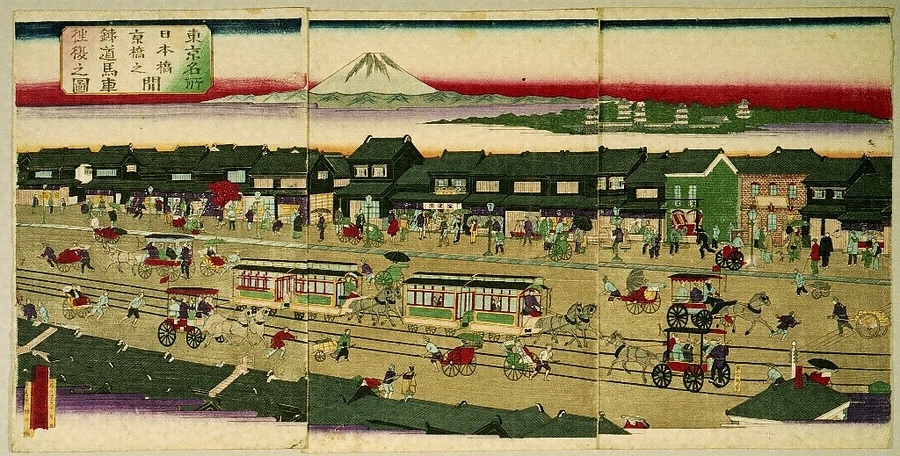
土蔵造の町並み（日本橋付近）
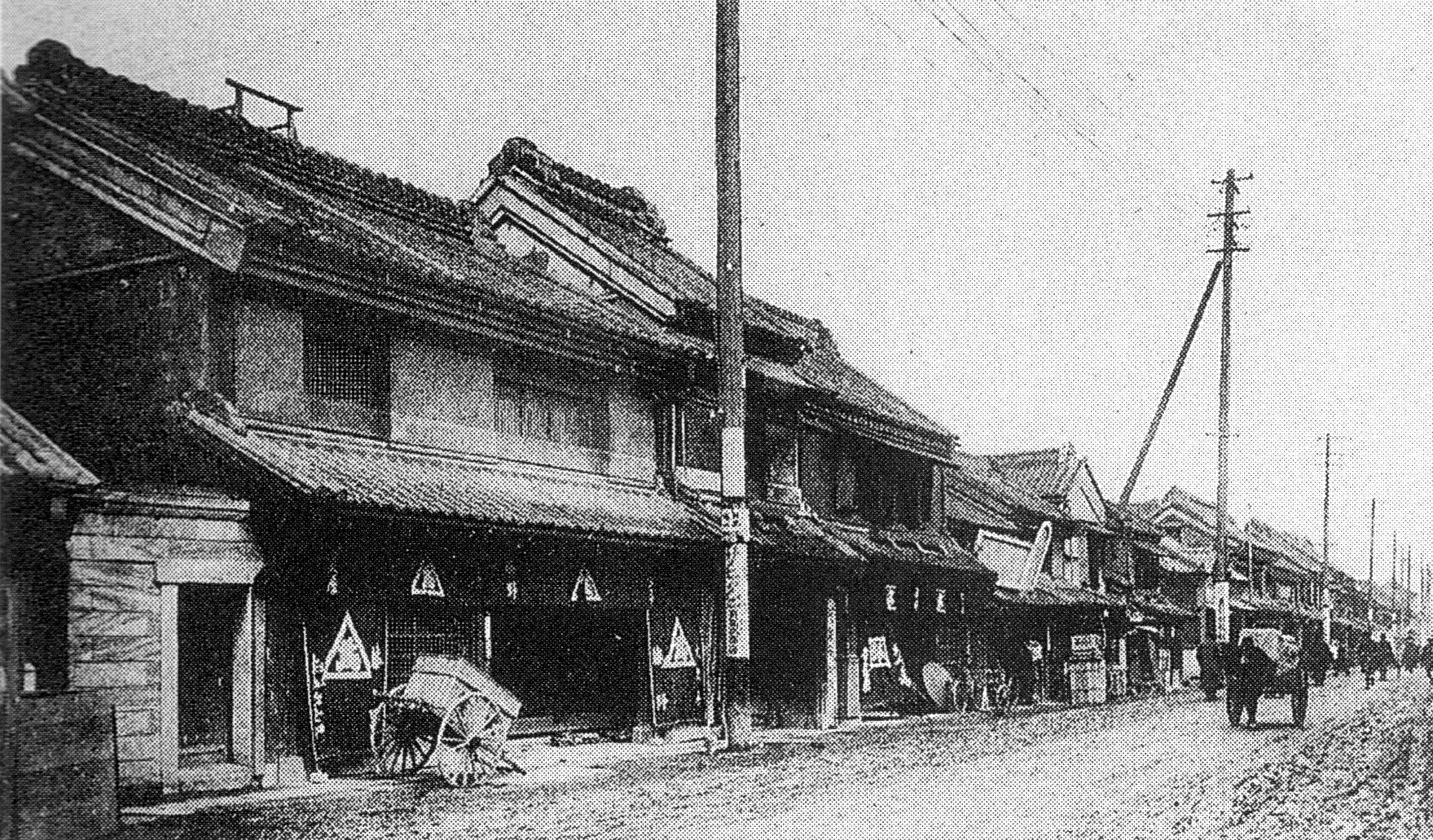
土蔵造の町並み（日本橋区通旅籠町）

東京よりもやや遅れて明治の中期から後期にかけて、店蔵や土蔵造の店舗が各地で建設されている。埼玉県の川越市や富山県の富山市・高岡市（山町筋）・伏木町には、大火を契機に黒漆喰仕上げの土蔵造の町並みがつくられた。そして、町並みをつくるほどではないまでも、土蔵造の店舗は明治20年代後半から40年代にかけて全国各地に建設されている。江戸で生まれた店蔵は、土蔵発祥の地である関西地方にも逆輸入されるが、東京のものとは異なり外壁は白漆喰仕上げで通り土間形式であった。

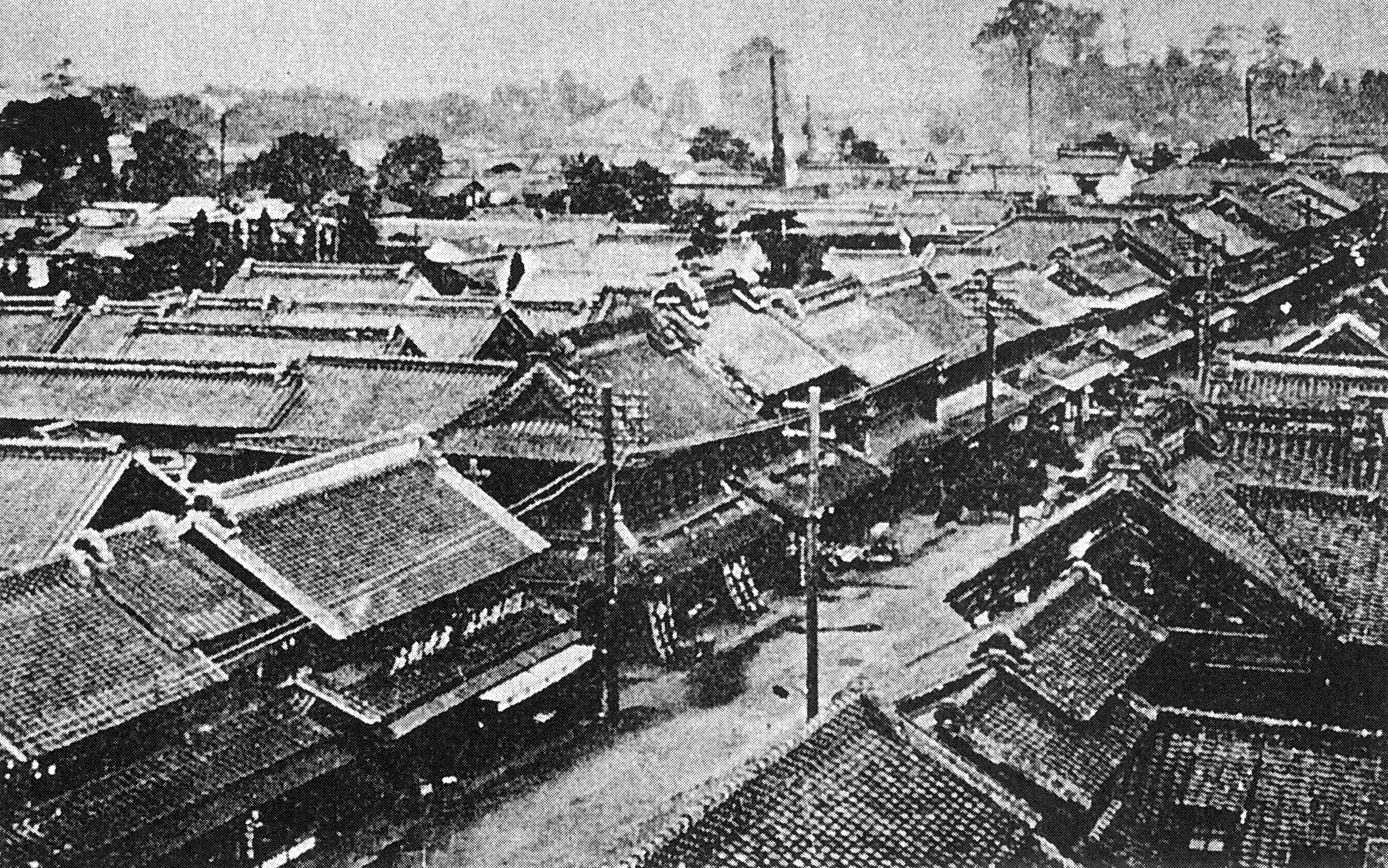
大正初年の川越の南通り
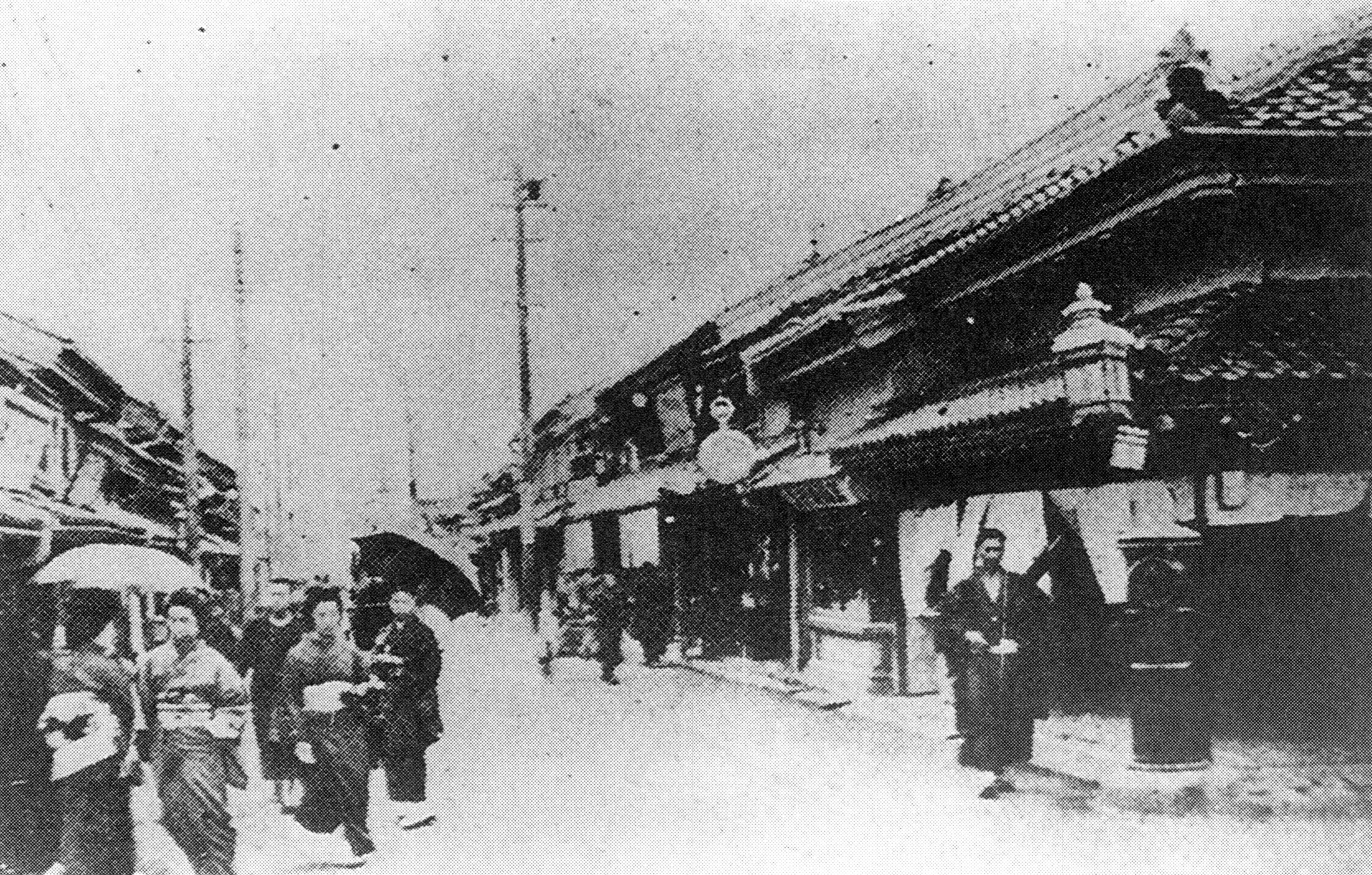
明治末期の富山市・東四十物町通り
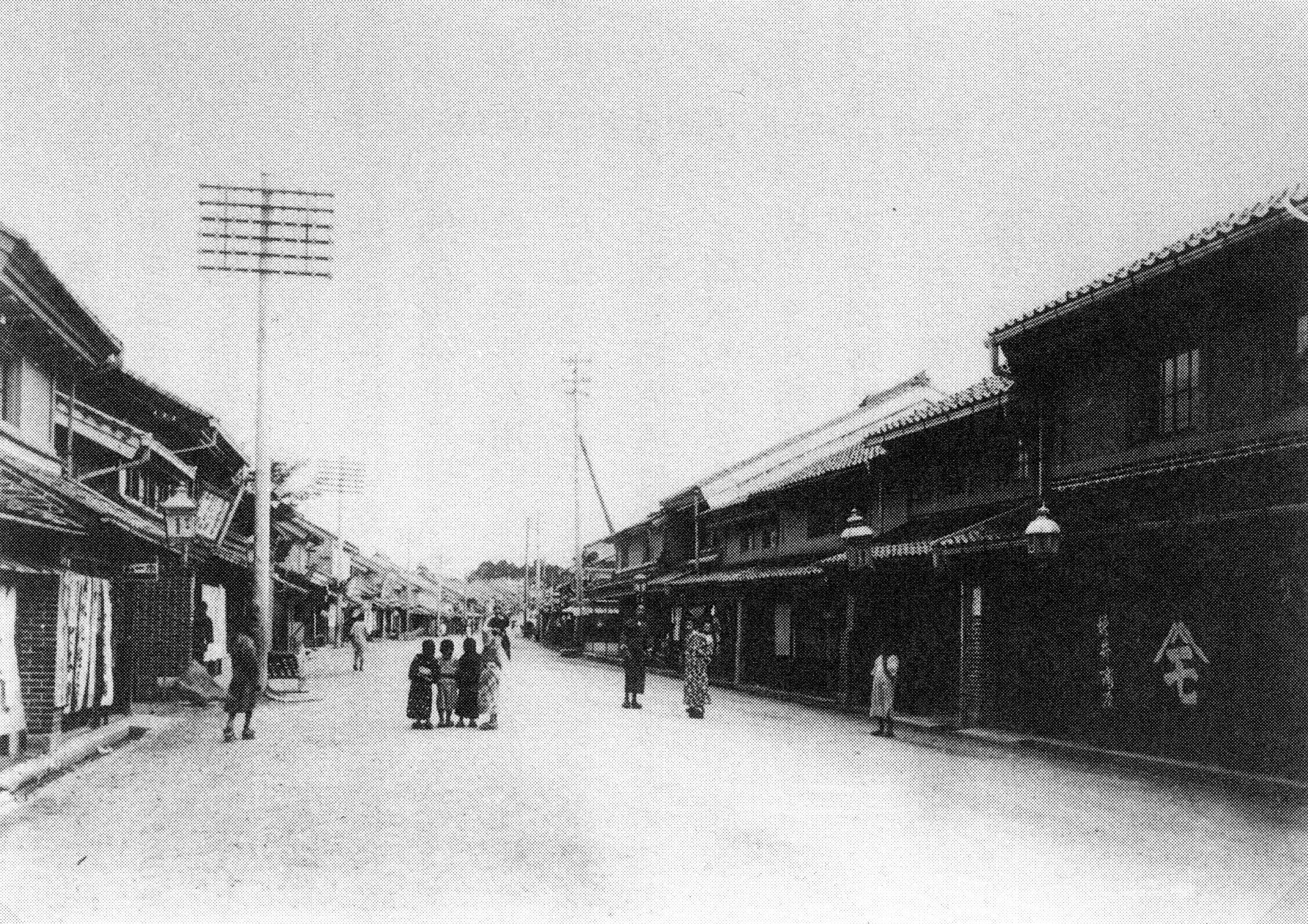
明治末期の高岡市・坂下町
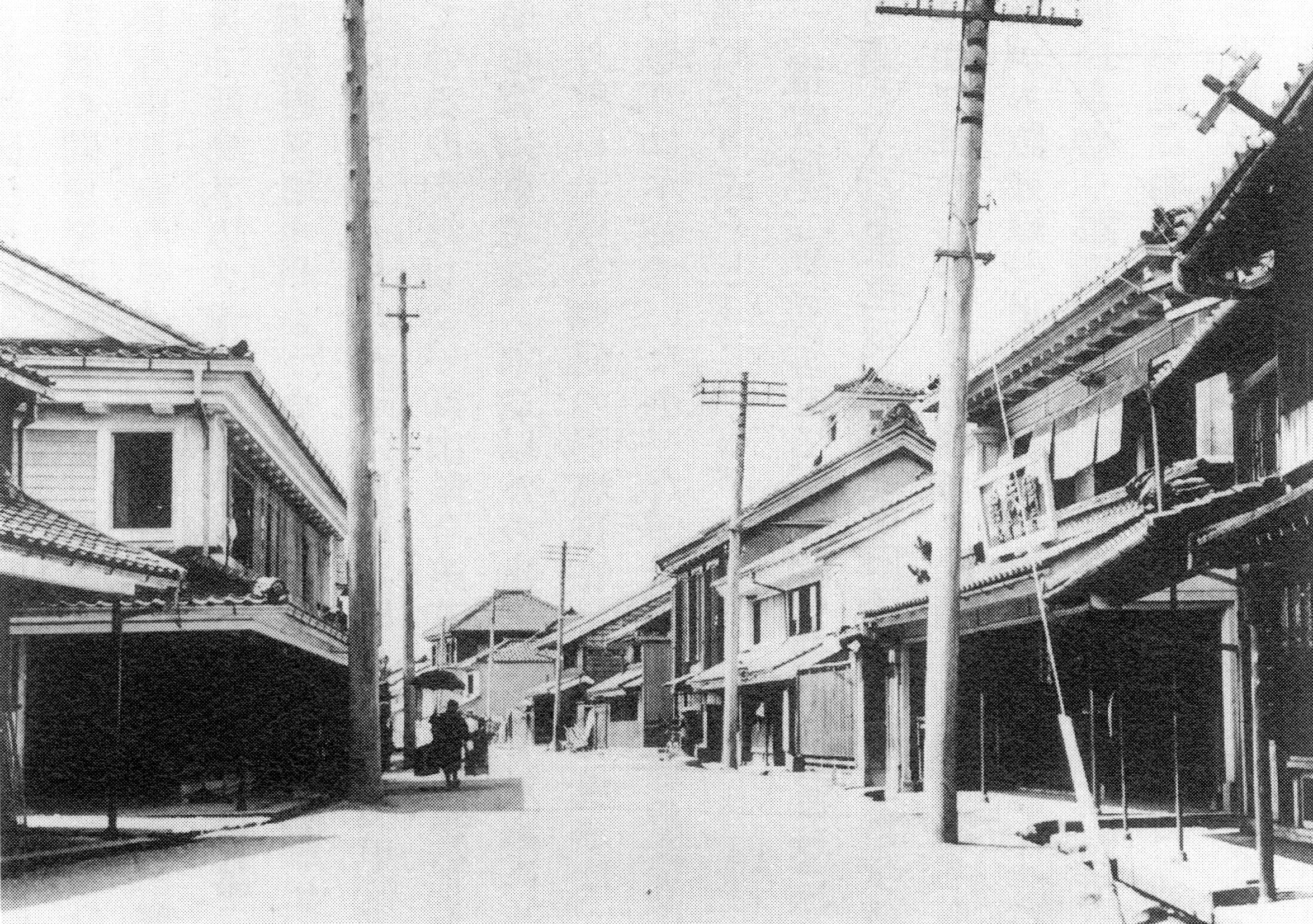
明治末期の伏木町・湊本町通り

#### 総二階化
近代に入ると都市に人口が集中し徐々に居住面積が不足したことで、町屋のみならず住宅全般で2階に住居空間を作る家が増加した。また、住宅における間取りの機能分化が進み、複数の部屋が必要になったこともその一因となった。明治に入ると主人の居室と客室が分離され、十分に建坪の取れない都市住宅では客室を2階に取るようになる。1階の床の間つきの座敷と2階のそれを比べると、2階の方が形式が整い規模も大きい。しかも2階の客座敷は次の間とセットになった続き間座敷形式を取っていた。当時は結婚式なども自宅で行っていたため、社会的なつきあいの広い家では多くの人を呼べる広さが必要だった。
また、2階の面積を増大しようとする傾向は、正面の意匠形式をも変えることとなった。1階の正面に下屋が張り出し、2階正面が約半間後退する形式の町屋は、2階面積の増大傾向に伴いこの後退部分も室内に取り込み、1・2階正面を同一面にする形式が造られた。特に敷地を有効に使おうとする長屋の形式を持つ町屋に多く採用されるようになり、1階正面上部には庇が付けられた。この庇は時に道路境界を越えて道路に突出することもあったが、大正8年(1919年)の「市街地建築物法」の制定によって道路境界を越えた1階の庇は付けられないことになった。都市部では、道路ぎりぎりに建物を建てて正面に突出部分を出さない、銅板張りの看板建築が造られるようになり、正面に軒を出す伝統的な町屋の形式は徐々に減少していった。

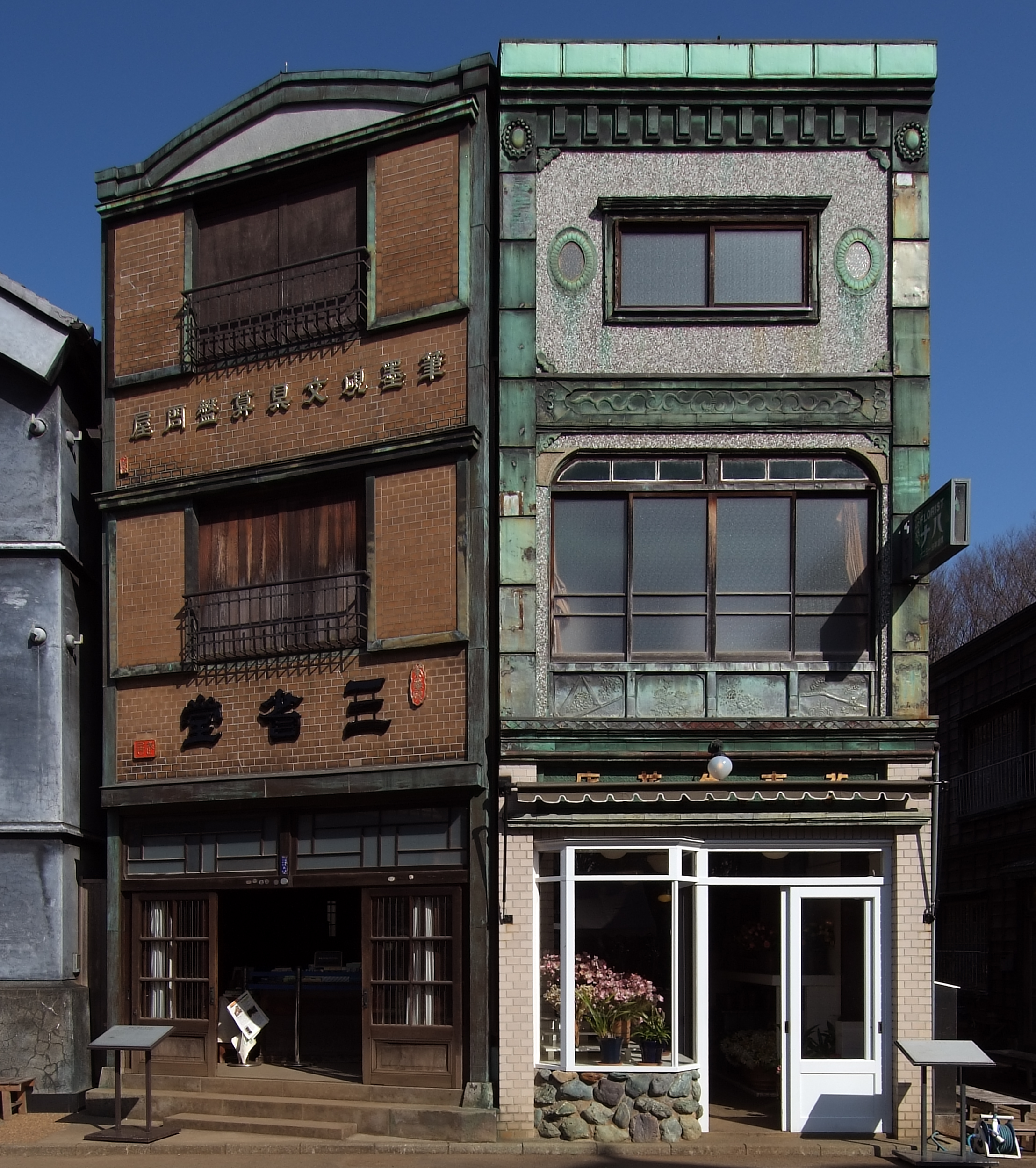
看板建築
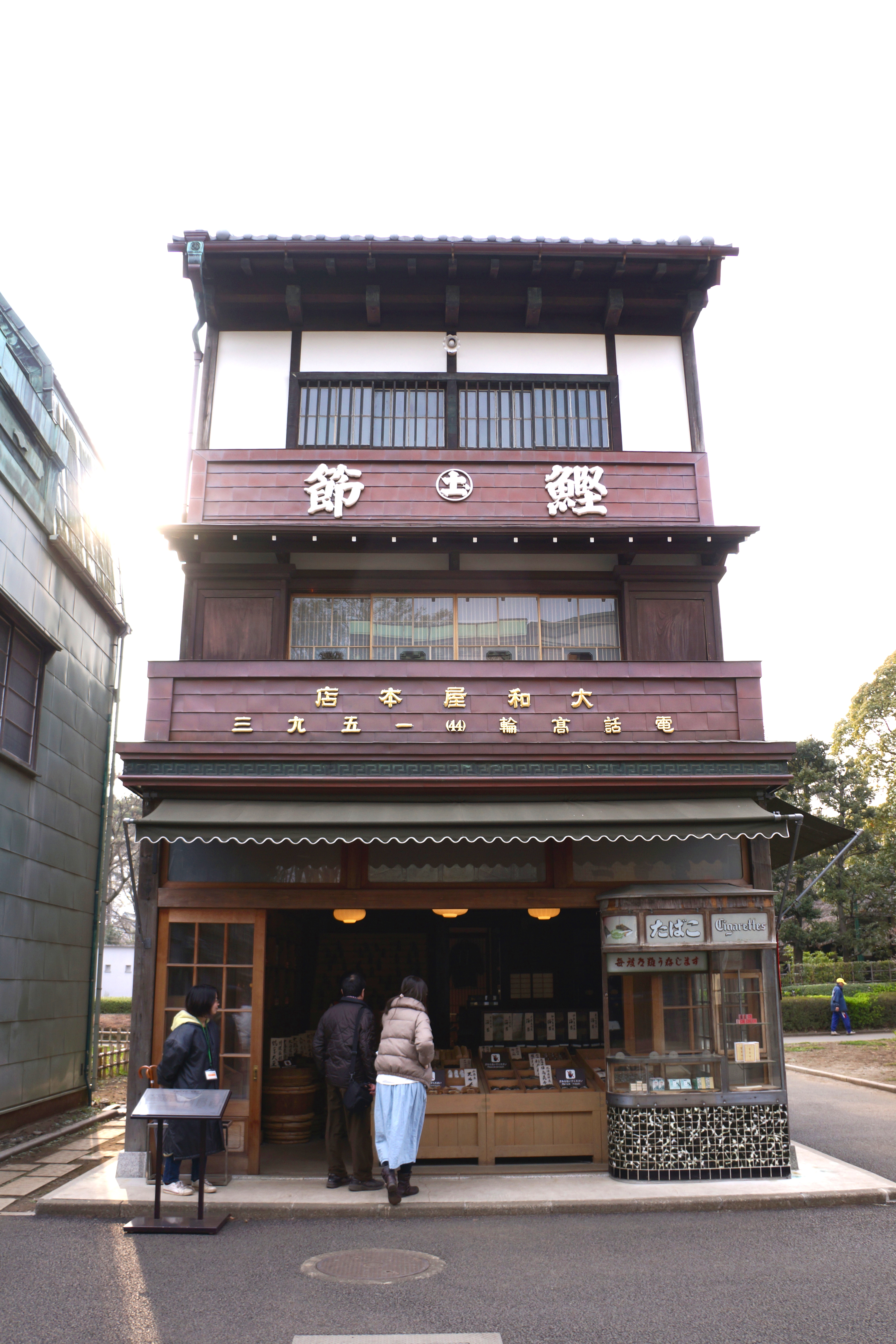
庇の出を押さえた町屋

#### 三階建て町家の成立
大阪では大正期以後、軒切りを背景として 、家人・使用人の居住空間や業務空間の確保の必要から三階建て町家が成立する。すなわち、使用人を多く抱える船場地区では三階が主に使用人の寝部屋に当てられた。一方、小規模な小売店舗や借家が多い谷町地区では、家人に必要な部屋数の確保のために三階建てが多く建てられた。二階居室が拡張する明治期を経て、大正以後さらに三階へと居住空間の積層がいっそう進展したといえる。三階建て町屋は軒切りという近代都市の形成過程と一体となって生み出された新しい町家形式であり、近代町家の一典型として意義付けできる。
近世を通して禁止されていた三階建て町家は、1867年（慶応3年）「三階家取建苦しからず」として許可されたことはよく知られている。とはいえ三階建てがすぐさま普及したわけではない。1903年（明治36年）の小西儀助家住宅が当初望楼型の三階を備えていたのが、近代大阪における三階建て町家の初見とされる。しかも、望楼型の部分的な三階であり外観もその存在は控えめである。要するに明治期の町家はツシ二階建てから三階建てへと居住範囲の拡張に顕著な傾向が見出せるものの、三階建てが普及するまでには至らなかったといえる。三階建て町家が普及するのは大正期を待たねばならず、その契機となったのはいわゆる軒切りと呼ばれる道路拡幅事業などに伴う家屋の後退であった。
三階建て町家は家屋規模（建築面積）などの点で船場と谷町の両地区に大別される。すなわち、船場地区は概して建築面積が大きく間口が5間を越える例が過半を占めているのに対し、谷町地区では小規模な町家が多く、間口は広くて3間半で間口・奥行きともに狭い町家が大半であることが知られた。これは従業員を多数抱える大店が占める船場地区と、個人商店が軒を並べこれらの中には借家建ての三階建て町家も多く含まれる谷町地区との地域差が建築形式に反映したためと考えられる。その地域差は三階の用途の違いに明瞭に対応していることが判明する。
フダモトカメラ店（中央区谷町）は、大正中期に当初5棟続きの表借家として建てられた。1軒の間口（桁行）が2間強と狭く奥行も4間といたって小規模である。一階は土間敷きの店の裏手に2畳弱の台所が張り出し、二階は和室2室（3・4畳半）、三階には6畳座敷（表側）と2畳が配されている。すなわち、三階建てにすることで、町家の奥行き方向の間取りを縦方向に積み上げ、狭小な敷地面積の下で部屋数と床面積が確保されている。
谷町地区に含まれる大西米太郎家住宅（中央区瓦家町）は、1935年（昭和10年）に軒切りを契機として建てられた。当家の場合軒切りの影響は深刻で敷地の奥行きが狭められ、軒切り以前にはあった主屋裏手の離れ座敷を潰さざるを得なくなったという。そこで離れ座敷は、三階建て町家を新築する際に三階部分に積み上げられた。当家の事例からは、離れ座敷を含む既往の伝統的な家屋配置が三階建て町家の中で立体的に再構成されている状況が読みとれる。要するに谷町地区の三階建て町家は、軒切りなどによる狭小な建築面積の下で家族の居住面積を最大限に確保するための方策として三階建てが選択されたとみなせる。
一方、船場地区でも軒切りによって多くが建築されている。熊谷繁家住宅（中央区平野町）は1928年（昭和3年）の建築で、一階が店舗（高級野菜を扱う八百屋）と茶の間・勝手土間からなり、二階に主座敷（10畳）三階は従業員が住み込んでいたという。
旧清水源商店（中央区平野町）は1894年（明治27）に建てられ、当初表屋造りで建築されたが、1934年（昭和9）の軒切りにより表屋のみ三階建てに建て替えられた。三階には番頭（3人）はじめ丁稚（約20人、1939年（昭和14年）当時）が住み込んでいた。しかも店主は通勤し、店主の血縁者（「新宅さん」と呼ばれる）が二階座敷に寝泊まりして従業員の監督にあたったという。したがって、彼らの居室と二階の女中部屋を除けば、他は事務空間で占められていることになる。この住宅は、三階を従業員のための居室とする点で船場地区の他の三階建て町家と共通するが活主を含め家人が別所に居を構える点で、職住一体の店舗併用住宅から業務専用建築へと移行する過渡的な状況を示す例としてもも注目される。

#### 洋風意匠の摂取
町家の近代を特色づける一要因として内外部における洋風意匠の積極的な摂取が指摘できる。大阪の近代町家に見出せる顕著な傾向として洋風意匠の積極的な摂取が指摘できる。特に明治後期以後、外観や店空間・事務室の洋風化が多く確認され町家の伝統意匠との共存ではなく、洋風意匠を全面に施す徹底した洋風化が注目される。しかしながら、これら洋風町家の家屋形式を全体としてみれば、表屋造の特性をうまく利用して和洋の折衷が巧みに図られるなど、近世町家の伝統形式がなお根強く維持されている。
正和・伏見法律事務所（中央区北浜）は、1897年（明治30年）頃の元住宅 （二戸一建て）である。外観は、二階が観音開きの鉄扉と箱軒を備えた土蔵造風であるが、鉄扉の内側には縦長で洋風の上げ下げ窓を填めている。また、一階の出入口にもペディメントを冠して、全体として和洋折衷の巧みな構成をとる。洋風意匠は外観のみに留まらず、一階店舗と二階表側の応接間が洋室となっている。しかし、裏手には一・二階ともに和風座敷が設けられていて、室内は表裏で和洋を使い分けるという構成をとっている。なお 、同家は土佐堀川の川岸に建つために地階を備え、地階を含めると三階建てとなる。そのために一階は通り土間形式とはならず、本来土間に配される台所や勝手廻りの諸施設は地階にまとめられている。
1924年（大正13年）に建てられた清水猛商店（中央区淡路町）は、当初から家具や室内装飾を扱う店舗併用住宅である。住友工作部の小川安一郎設計による本格的な洋風建築で、外観からは窺えないが、実は洋風の店棟の裏手に中庭を挟んで居住棟が建つ表屋造の構成をとり、ともに木造三階建てである。店棟は内外部が洋風で統一され、一階が店舗、二階が陳列場、三階は従業員の部屋（洋室）である。一方、裏手の居住棟は内外部が和風で、一階は通り土間形式をとり、二階に主座敷を配して、当時の表屋造の居住棟と同質の構成をとる。要するに同商店は、表屋造を基調にして店棟と居住棟とで和洋を使い分けているのであり、表裏で和洋を折衷する先の正和・伏見法律事務所とも共通する。
宮谷芳夫家中宅（北区西天満）は、1926年（大正15年）に菊池工務所の設計施工により建てられた。特徴的なのは外観である。表（北面）は角切りがされてはいるものの和風の町家形式であるが、東側道路に沿って長く延びる側面は、裏手の土蔵も含めて縦長窓が連続する洋風意匠で纏められているのが目を引く。しかし、平面は、側壁に添う通り土間が裏手まで通り、竈などが据えられ、伝統的な町家の内部空間が維持されていて、外観とは対照的である。
1934年（昭和9年）に建てられた宇野薬局（中央区徳井町）は、軒切りに伴い三階建てに建て替えられた（設計：坂本建築事務所、施工：大工長岡榮吉）。木造であるが、外観はタイル貼りで昭和初期の意匠傾向をよく示し、一階店舗もタイル貼りでショーウインドウを配するなど、最大限の洋風化が図られている（ただし、他の各部屋は全て和室で構成される）。間取りも通り土間形式ではなく、各階とも廊下を主軸とした合理的な居室配置を実現している。
清水・宮谷・宇野の各住宅は、みな近代的な設計組織が関与した例でありながら、清水・宮谷両住宅がなお伝統的な通り土間を基調としたのに対して、宇野薬局ではこの種の伝統性と一線を画した平面形式を獲得し、近世以来の町家形式からの脱却が窺える。

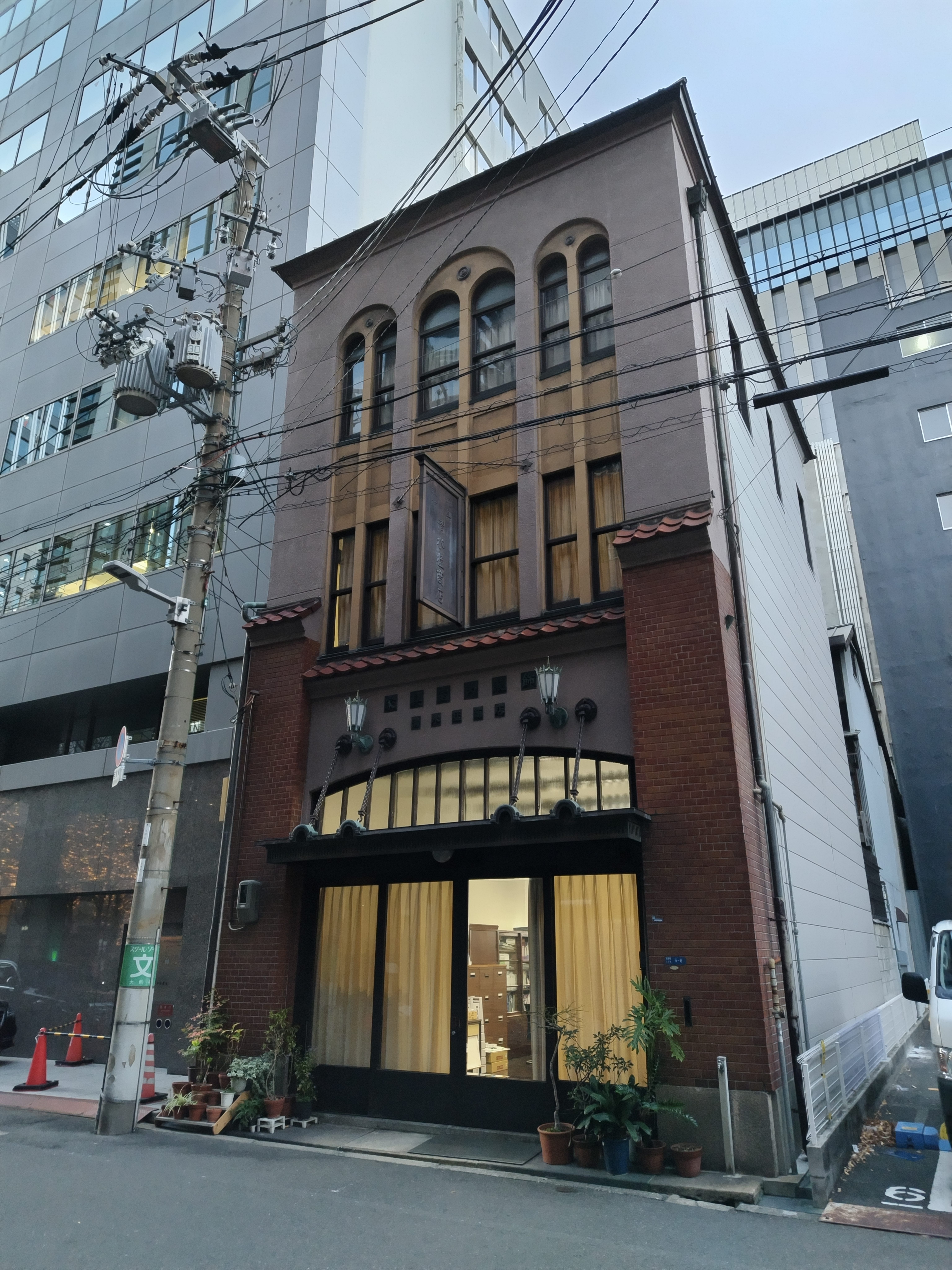
清水猛商店

#### 近代化と町屋の衰退
普段は商品を蔵にしまっておく座売り販売方式から商品を店頭に並べておく陳列販売方式への移行がおこり、銀座に代表される都市の繁華街ではウインドーショッピングという新しい行動形態が定着する。
また、近代化によるオフィスの登場とそれに伴う大量のホワイトカラー層の出現により、都市部では職と住の分離と核家族化が急速に進み、住むことに特化した住宅地が私鉄沿線に形成された。加えて、同潤会アパートに代表される、立体的な集合住宅も建設されるようになる。
こうした変化において、町屋は不適合なものとして切り捨てられ、徐々に衰退していった。

### 現代の町屋
1960年代後半の高度経済成長における活発な建設活動から伝統的な町並みを守るべく、1975年に文化財保護法が改正され重要伝統的建造物群保存地区がスタートする。地方ではゆるやかな資本主義経済の浸透という事情もあって、幕末から明治にかけて形成された町並みはまだよく残っており、この制度によって破壊から救われた町は少なくない。しかし、妻籠宿が映画のセットやテーマパークのような観光地になったように、多くの町並みでは住民の生活や都市的活動との関係がすでに失われている。

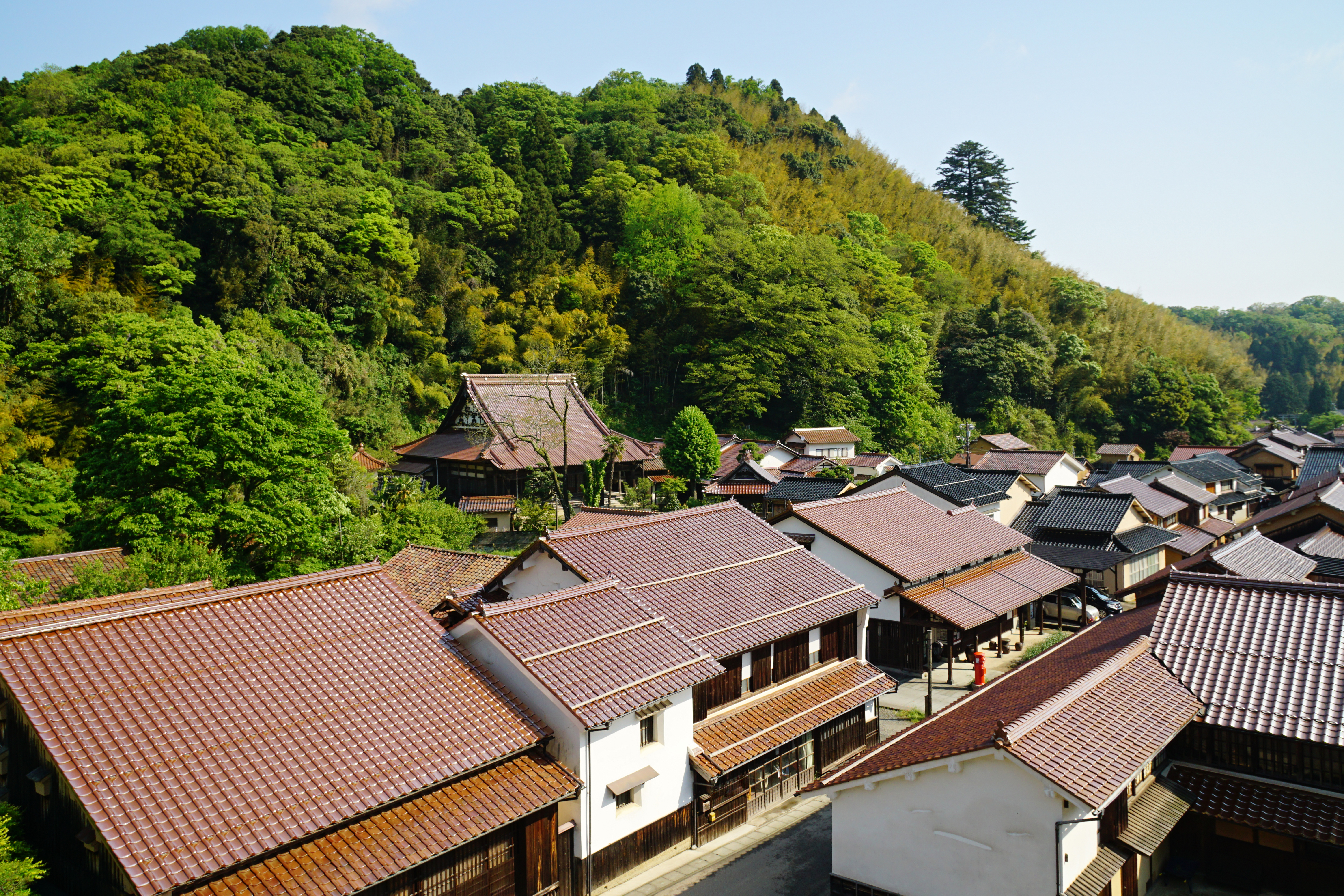
大森銀山（世界遺産）
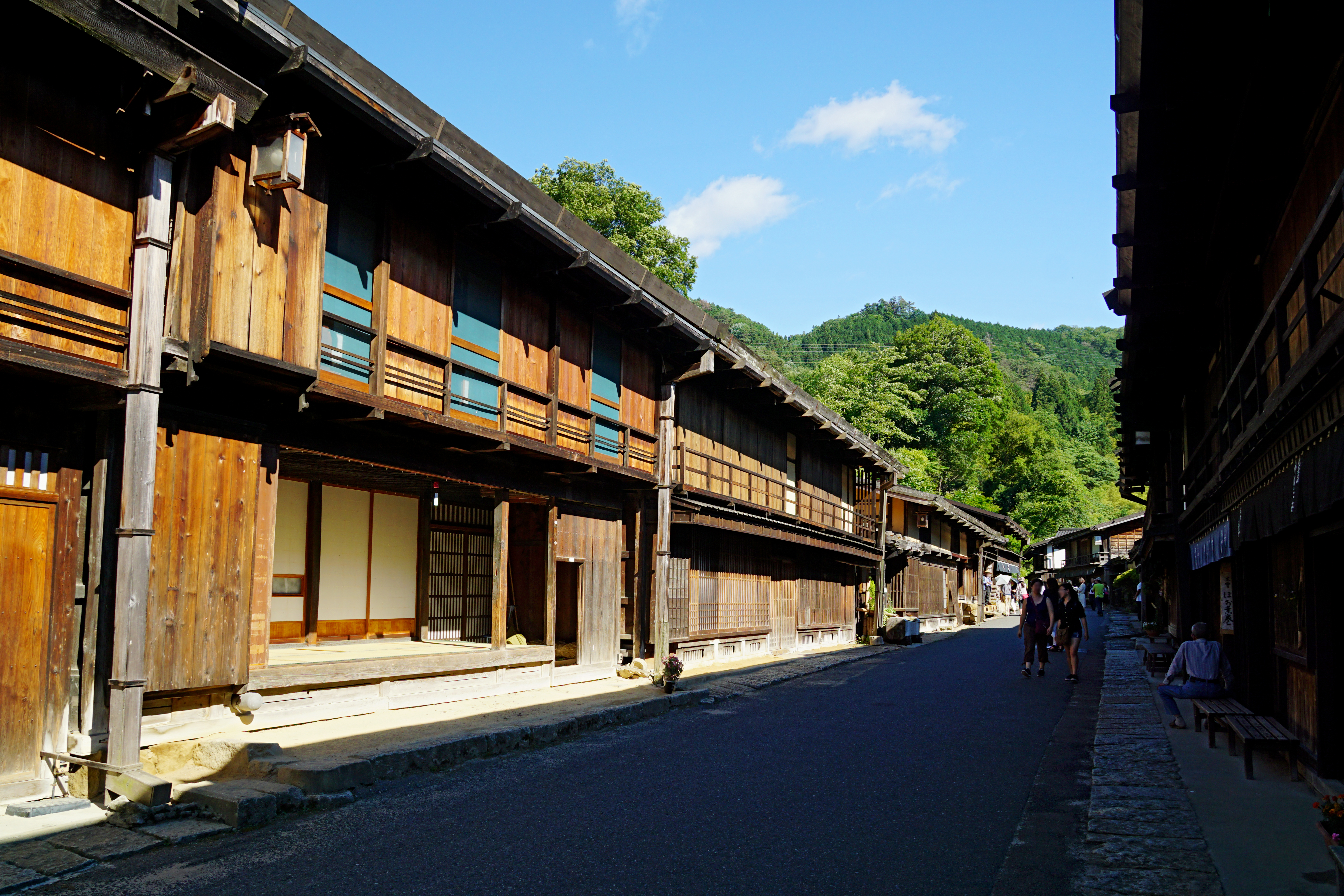
妻籠宿